# Palazzi di Vicenza

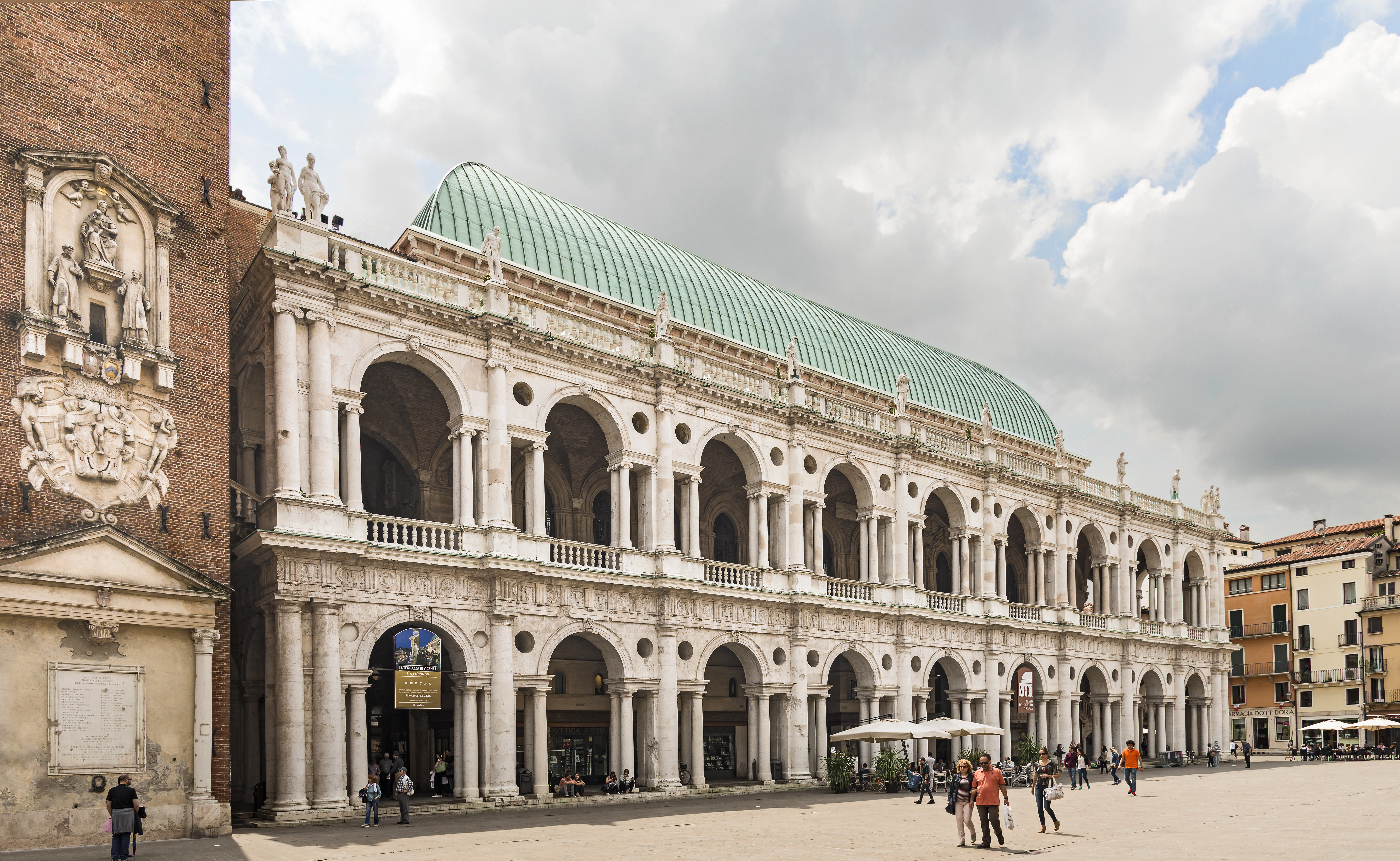
La Basilica Palladiana

Vicenza è una città ricca di palazzi e residenze, che testimoniano le diverse fasi artistiche, architettoniche e urbanistiche della sua storia, legati in particolare all'opera dell'architetto cinquecentesco Andrea Palladio.
Nel 1994, 23 monumenti palladiani del centro storico di Vicenza (e tre ville palladiane nel suburbio) sono stati inseriti nella lista dei beni Patrimoni dell'umanità dell'UNESCO sotto la dicitura di "Vicenza città del Palladio". Dei 23 edifici, 16 sono palazzi, mentre le altre sette architetture sono: l'Arco delle Scalette, il Teatro Olimpico, la Loggia Valmarana nei Giardini Salvi, la cupola e il portale nord della Cattedrale, la Chiesa di Santa Maria Nova e la Cappella Valmarana nella chiesa di Santa Corona.
I 16 palazzi sono:
- Basilica Palladiana
- Palazzo Barbaran da Porto
- Palazzo del Capitanio o del Capitaniato
- Palazzetto Capra sul Corso, inglobato in palazzo Piovini
- Palazzo Chiericati (sede della pinacoteca civica)
- Palazzo Civena Trissino (ora sede della casa di cura Eretenia)
- Casa Cogollo detta del Palladio
- Palazzo da Monte ora Migliorini
- Palazzo Garzadori ora Bortolan
- Palazzo Porto Festa
- Palazzo Porto Breganze (ora sede Telecom Italia)
- Palazzo Pojana
- Palazzo Schio
- Palazzo Thiene Bonin Longare (ora sede di Confindustria Vicenza)
- Palazzo Thiene (ora sede storica della Banca Popolare di Vicenza)
- Loggia Valmarana presso i Giardini Salvi
- Palazzo Valmarana

Questa pagina contiene un elenco, in ordine alfabetico, degli edifici civili della città di Vicenza, con funzione di raccordo nell'ambito dell'enciclopedia, per facilitare la ricerca. Propone perciò:
- l'individuazione dell'edificio, riportandone l'esatta denominazione, l'indirizzo e le coordinate geografiche
- qualche dato sintetico relativo ad aspetti storico-artistici
- l'indicazione di quali edifici non sono più esistenti (in corsivo)

## A
- Palazzo Alidosio Conti, in corso Palladio 102-104, contiguo sulla sinistra a Palazzo Trissino Baston, del quale prolunga il portico. 45.54784°N 11.54566°E

Primo palazzo rinascimentale di Vicenza. La struttura dell'edificio e la tipologia delle modanature suggeriscono la sua costruzione nel tardo Quattrocento, nell'ambiente influenzato da Lorenzo da Bologna. Agli inizi del XVI secolo passò dagli Alidosio ai Conti. Primo e secondo piano sono ora occupati da uffici comunali, collegati all'interno con palazzo Trissino.
| |                 |
| Icona | Palazzi Angaran |
| Gli Angaran furono una famiglia aristocratica vicentina, i cui possedimenti in età medievale si estendevano attorno ad Angarano (attuale sobborgo di Bassano del Grappa) da cui presero il nome. Furono aggregati al patriziato veneziano nel 1655 dopo aver pagato centomila ducati per finanziare la guerra di Candia. - Palazzo Angaran, in piazza XX Settembre, di fronte a ponte degli Angeli, in angolo tra contrà Torretti e contrà Santa Lucia (antico Borgo di San Pietro, oggi Borgo Santa Lucia). 45.550519°N 11.550725°E Costruito intorno al 1480 per la famiglia Magrè, forse su progetto di Tommaso Formenton; ricostruito fedele all'originale tra il 1921 e il 1934. Bell'esempio di architettura del primo Rinascimento, l'unico palazzo che in città sviluppa due facciate su portico continuo. - Palazzo Angaran, in contrà San Marco 39 → Palazzo Schio Vaccari Lioy Angaran. - Palazzo Angaran alle Fontanelle, progettato agli inizi del Settecento da Francesco Muttoni in contrà delle Fontanelle (oggi via IV Novembre, Borgo di San Pietro), edificio non più esistente. - Vedi anche la Cappella Angaran nella chiesa di Santa Corona. |                 |

- Palazzo Angiolello, in piazzetta Duomo, angolo contrà Vescovado, edificio di scuola scamozziana di fine Cinquecento, distrutto dai bombardamenti del 14 maggio 1944[4].
- Palazzo Anti, in contrà Vescovado 18. 45.54561°N 11.5422°E

Tipico esempio di architettura veneta minore della seconda metà del Settecento.
| |                 |
| Icona | Palazzi Arnaldi |
| Gli Arnaldi furono una famiglia aristocratica vicentina, ascritta al patriziato veneziano e annoverata fra le cosiddette Case fatte per soldo. Furono proprietari di palazzi in città dal XV al XIX secolo. - Palazzo Arnaldi, in contrà Pasini 14 → Palazzo Godi Arnaldi Segala ora Bertevello. - Palazzo Arnaldi Tretti, ora Piccoli, in contrà Pasini 16, affiancato al precedente. 45.545143°N 11.545026°E Edificio dell'ultimo quarto del XV secolo (testimoniata la presenza di Lorenzo da Bologna), presenta una raffinata facciata rinascimentale con portone in marmo rosso, rivestimento a losanghe e modanature in pietra rossa di Nanto. - Palazzo Arnaldi Della Torre, in contrà Santi Apostoli. 45.544952°N 11.547058°E La costruzione - la cui paternità è attribuita a Giandomenico Scamozzi- fu iniziata nel 1574; la facciata neoclassica prospetta su un ampio cortile. - Palazzo Arnaldi Piovene, in contrà Zanella → Palazzo Sesso Piovene - Palazzo Arnaldi, in contrà San Paolo 13 → Palazzo Bissari Arnaldi. - Palazzetto Arnaldi, in contrà del Pozzetto 5 → Palazzetto Chiericati Arnaldi |                 |

## B

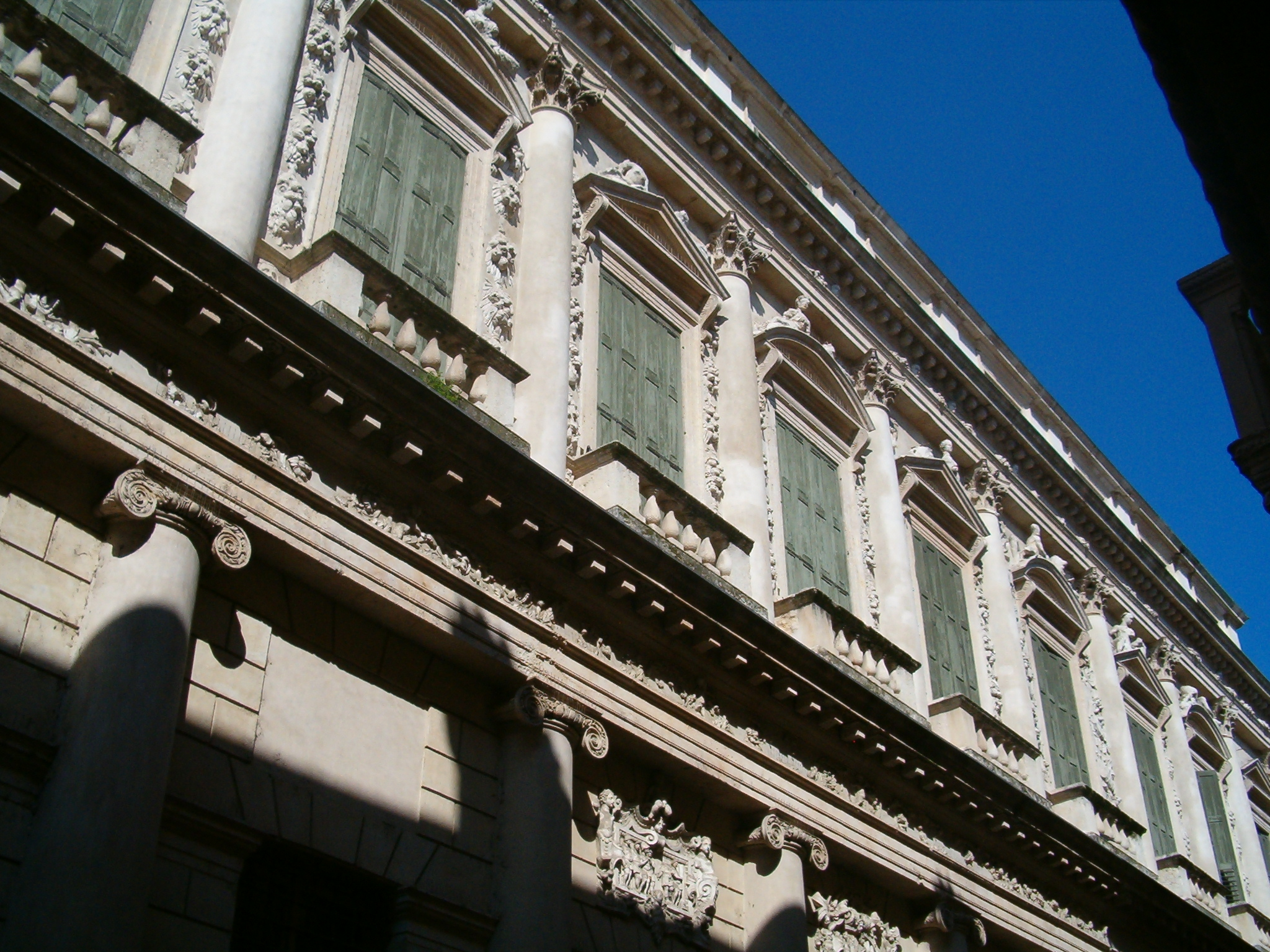
Palazzo Barbaran da Porto

- Palazzetto Balzafiori, in piazza Matteotti 16

Edificio di inizio Ottocento di David Rossi.
- Palazzo Barbaran da Porto, in contrà Porti 11. 45°32′55″N 11°32′44″E

realizzato a Vicenza fra il 1570 e il 1575 dall'architetto Andrea Palladio. È attualmente la sede del Centro Internazionale di Studi di Architettura Andrea Palladio (CISA) e del Palladio Museum..
- Palazzo Barbieri, in Borgo Porta Nova

Del 1799, opera di Carlo Barrera.
- Palazzo Barbieri Vajenti Piovene Cicogna, in contrà San Marco 41 45.55185°N 11.54344°E

Costruito nel Seicento da Giacomo Borella; portone d'ingresso sovrastato da un ornato balcone barocco tra finestre neoclassiche.
- Basilica Palladiana, in piazza dei Signori. 45°32′49″N 11°32′47″E

Andrea Palladio riprogettò il Palazzo della Ragione, aggiungendo alla preesistente costruzione gotica le celebri logge in marmo bianco a serliane.
Un tempo sede delle magistrature pubbliche di Vicenza, oggi dotata di più spazi espositivi, è teatro di mostre d'arte e d'architettura. Dal 1994 è nella lista dei patrimoni dell'umanità dell'UNESCO.
| |                     |
| Icona | Edifici dei Bissari |
| I Bissari furono una famiglia eminente in Vicenza fra il Duecento e l'Ottocento, secolo del suo decadimento. Governò diversi feudi e tenute, in particolare il feudo di Costa Fabrica, ora Costabissara. - Palazzo Bissari Malvezzi, in corso Palladio Ristrutturato da Camillo Bissari nel 1696, è di incerta attribuzione. - Palazzo Bissari, attualmente un grande condominio, ricostruito dopo i bombardamenti della seconda guerra mondiale, sull'isolato occupato dalla dimora cinquecentesca dei Bissari; entrata in contrà Vescovado 6. - Palazzo Bissari Arnaldi, in contrà San Paolo 13. 45.546331°N 11.547435°E Commissionato a fine Quattrocento dai Bissari in forme rinascimentali (resta il bel portone), con rifacimenti del XVI secolo, fu venduto alla famiglia Arnaldi nel 1584. Qui morì l'umanista Enea Arnaldi. - Vedi anche Torre Bissara, o Torre di Piazza, in Piazza dei Signori. 45.54732°N 11.5469°E |                     |

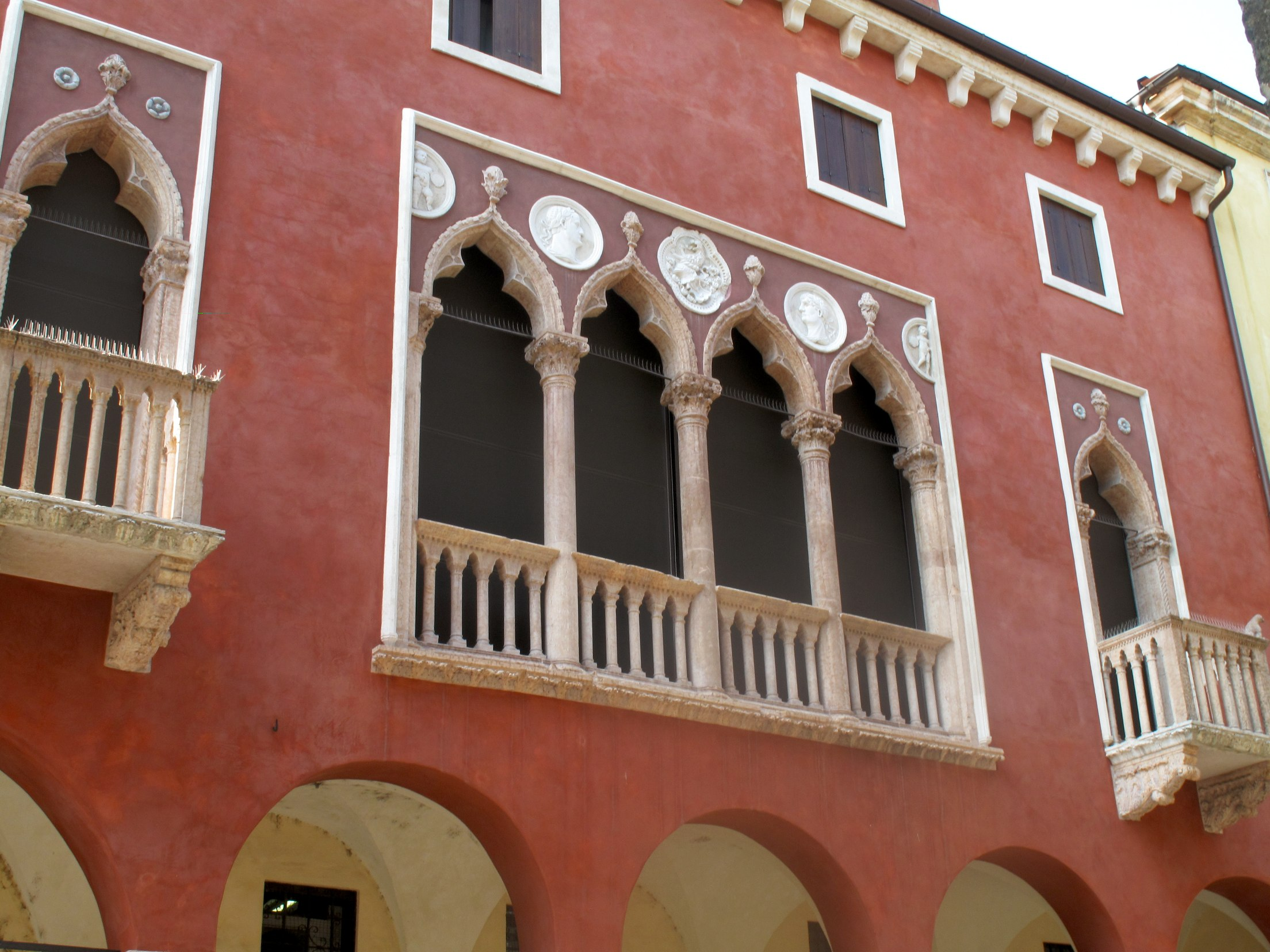
Palazzo Braschi

- Palazzo Bollina Sola, in contrà Canove

Edificio della prima metà del Settecento.
- Palazzo Bonin, in contrà Lodi (Borgo Porta Nova).
- Palazzo Braghetta Pagello, in corso Palladio

Costruito nel 1780 da Ottavio Bertotti Scamozzi.
- Palazzo Braschi, o Casino dei Nobili o Casino Vecchio,[19] in corso Palladio 45.54746°N 11.54445°E

Dimora signorile tardogotica, in parte ricostruita dopo i bombardamenti del 1945.
| |                  |
| Icona | Palazzi Breganze |
| - Palazzetto Breganze, in contrà Porti 5-7 Della seconda metà del Cinquecento. - Palazzo Breganze, in contrà Porti 17 → Palazzo da Porto Breganze - Palazzo Breganze in piazza Castello → Palazzo da Porto Breganze in piazza Castello - Palazzo Breganze, di fronte al Porton del Luzo → Palazzo Pigafetta Breganze |                  |

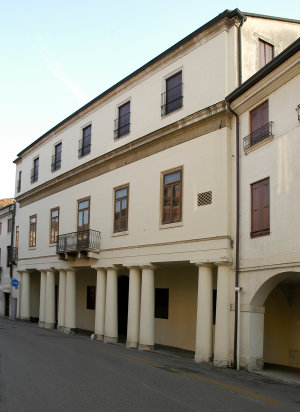
Palazzo Brusarosco

- Palazzo Brusarosco Gallo, contrà Porta Santa Croce 3 (Borgo Porta Nova). 45.551272°N 11.538278°E

Edificio ottocentesco in parte restaurato dall'architetto Carlo Scarpa, che nell'ultimo piano del palazzo realizzò Casa Gallo. Sede della Biblioteca internazionale La Vigna - Centro di Cultura e Civiltà Contadina.

## C
- Ca' d'Oro → Palazzo Caldogno Dal Toso Franceschini da Schio detto Ca' d'Oro

| |                  |
| Icona | Palazzi Caldogno |
| I Caldogno furono una famiglia nobile vicentina legata al comune di Caldogno nella provincia di Vicenza, che si suddivise in vari rami. Nell'apice del loro splendore ebbero la residenza principale a Vicenza e possedettero varie proprietà in tutto il vicentino. - Palazzo Caldogno Dal Toso Franceschini da Schio detto Ca' d'Oro, in corso Palladio 147, angolo contrà San Gaetano Thiene. 45.548423°N 11.546738°E Eretto nel Trecento dalla famiglia Caldogno e completato in stile tardogotico nel 1477 circa dalla famiglia Dal Toso, che lo ampliò sul retro e completò il cortile verso il 1500. Il piano terreno fu risistemato da Lorenzo da Bologna, autore del ricco portale; l'atrio e l'interno furono ristrutturati sul finire del Settecento. Distrutto dai bombardamenti durante la seconda guerra mondiale e ricostruito. - Palazzo Caldogno Tecchio, in corso Fogazzaro Uno dei più fastosi edifici della città, costruito nella seconda metà del Cinquecento e interamente ricostruito dopo la seconda guerra mondiale, è ora sede della Camera di Commercio. - Palazzo Caldogno Curti, in contrà Riale Completamente rimaneggiato nel Settecento, ora in stato di degrado. - Case Caldogno, demolite, sull'area in cui oggi insiste il Palazzo Loschi Zileri Dal Verme, in corso Palladio. |                  |

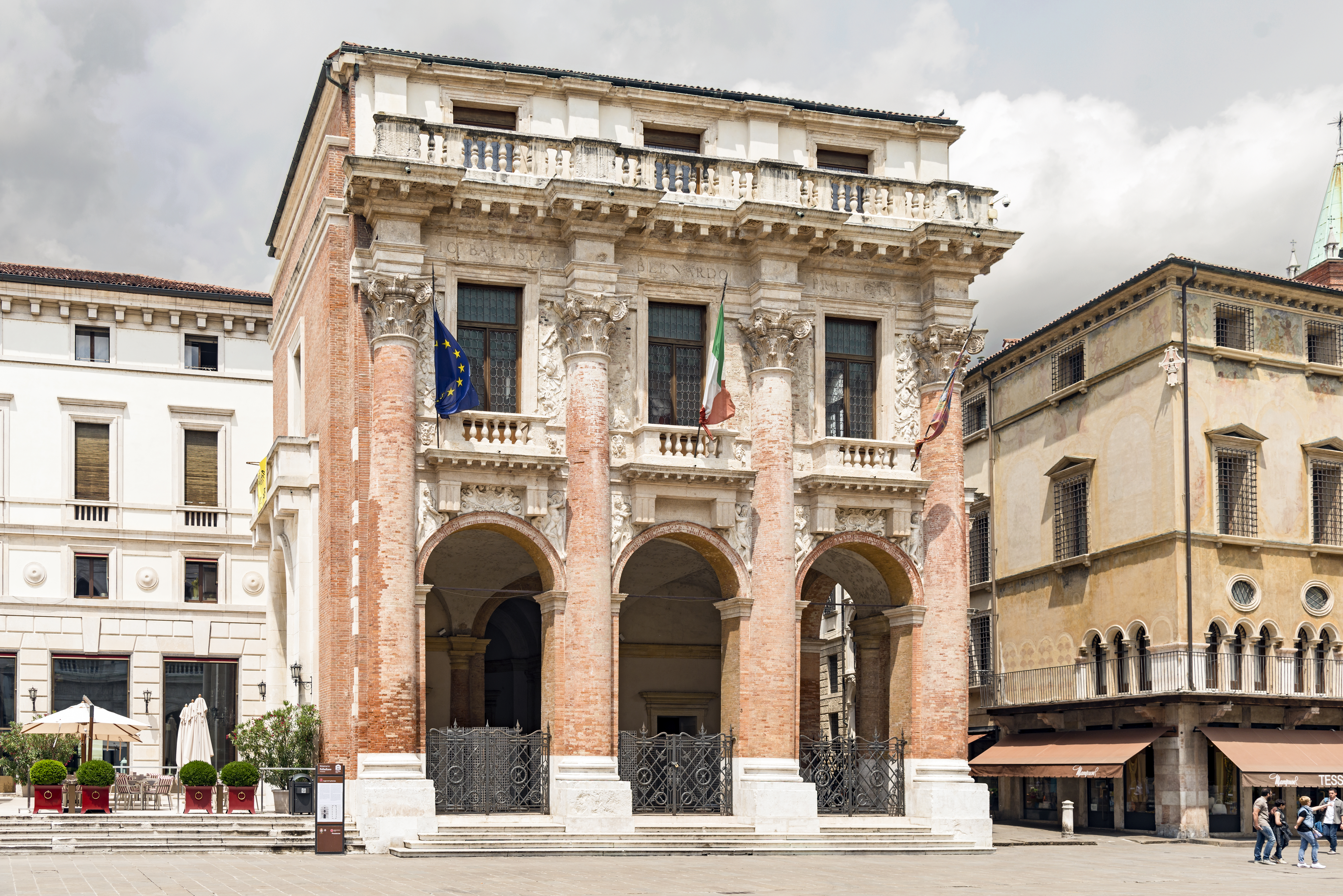
Palazzo del Capitaniato

- Palazzo del Capitaniato o del Capitanio o loggia Bernarda, in piazza dei Signori. 45°32′50″N 11°32′45″E

Fu progettato nel 1565 da Andrea Palladio, costruito dal 1571 al 1572. Fu decorato da Lorenzo Rubini e all'interno i dipinti sono di Giovanni Antonio Fasolo. Attualmente è sede del consiglio comunale cittadino.
| |               |
| Icona | Palazzi Capra |
| I Capra furono una famiglia antica che apparteneva al Consiglio nobile di Vicenza. Capostipite della famiglia fu Enrico Capra che nel principio dell'XI secolo fece molte acquisizioni nel territorio vicentino di Carrè. - Palazzo Capra, del XVIII secolo, in piazzetta Santo Stefano, angolo stradella Santo Stefano Modificato un edificio preesistente nella seconda metà del Settecento e dall'inizio del Novecento per adattarlo a sede delle Poste e telegrafi. - Palazzo Capra Clementi, in corso Palladio, angolo con stradella San Marcello 45.546995°N 11.543175°E Edificio del primo Rinascimento vicentino. - Palazzo Capra Conti, del XVII secolo, in contrà Santo Stefano, angolo stradella Santa Corona 45.54968°N 11.54732°E Realizzato nei primi decenni del Seicento, forse da Ottavio Bruto Revese. - Palazzo Capra Querini Rezzara, in contrà San Marco 36-38 45.5521°N 11.5435°E Dalla facciata lunga e spoglia ma in origine affrescata. Dietro il palazzo, superato un ponte in pietra sull'Astichello, si accede al parco Querini, che costituiva il giardino del palazzo. Divenuto di proprietà della famiglia dei conti Rezzara, il parco venne aperto al pubblico nel 1971 dopo un'annosa disputa sul suo utilizzo. - Palazzetto Capra sul Corso in corso Palladio. 45.546334°N 11.541743°E Progettato da Andrea Palladio, ora inglobato nel fianco di palazzo Piovini. È inserito nell'elenco dei 23 monumenti palladiani della città. - Palazzetto Capra Lampertico, in corso Palladio, adiacente a palazzo Lampertico Progettato da Ottone Calderari e realizzato postumo nel primo decennio dell'Ottocento. - Palazzo Capra in piazzetta Santo Stefano → Palazzo Sale Capra |               |

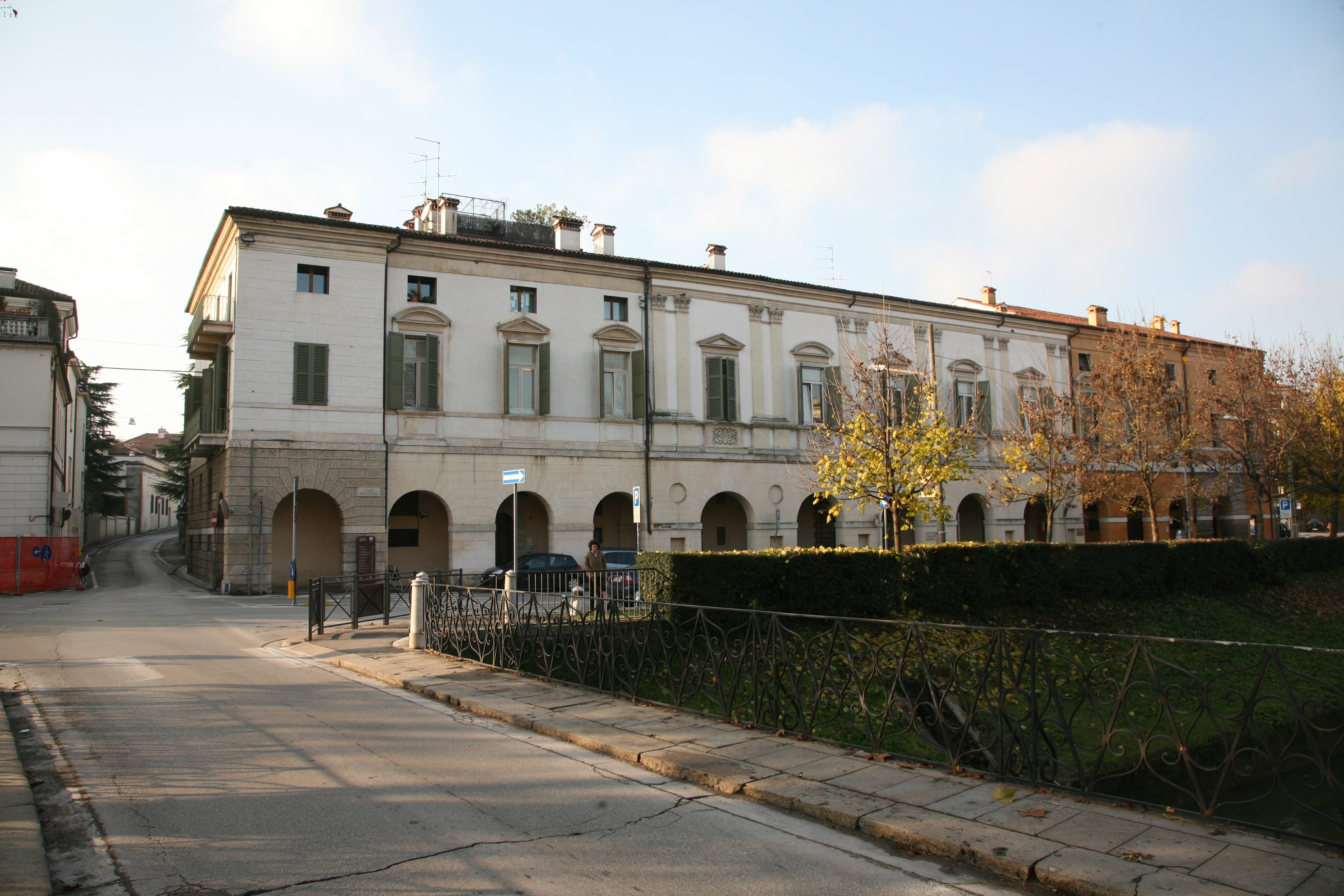
Palazzo Civena Trissino

- Casa Chemello, in contrà Lioy, edificio non più esistente[33].
- Palazzo Chiericati, in piazza Matteotti. 45.549123°N 11.549404°E

Edificio rinascimentale, progettato nel 1550 come residenza nobiliare per i conti Chiericati dall'architetto Andrea Palladio e costruito a partire dal 1551, completato solo alla fine del Seicento. Sede storica del museo civico (dal 1855). È inserito dal 1994 nella lista dei Patrimoni dell'umanità dell'UNESCO.
- Palazzetto Chiericati Arnaldi, in contrà Pozzetto 5

Edificio del tardo Cinquecento, riproduce lo schema della facciata di Palazzo Trissino.
- Palazzo Civena Trissino, in viale Eretenio. 45.543633°N 11.545901°E (casa di cura Eretenia) in viale Eretenio

Costruito per conto dei fratelli Giovanni Giacomo, Pier Antonio, Vincenzo e Francesco Civena da Palladio nel 1540, è il primo palazzo di città da lui realizzato. In seguito divenne dimora dei conti Trissino dal Vello d'Oro, che fecero ampliare notevolmente da Domenico Cerato, aggiungendo le ali laterali. È tra i monumenti palladiani patrimonio dell'umanità UNESCO.
- Palazzo Cividale, in corso Fogazzaro

Costruito nel 1582 e attribuito a Vincenzo Scamozzi.
- Palazzo Colonnese, in contrà Santa Barbara

Edificio di impostazione gotica, rimaneggiato nel tardo Quattrocento..
- Palazzetto Colzè Trissino, in corso Palladio

Edificio di impostazione gotica, rimaneggiato nel tardo Quattrocento.
- Palazzetto Conti, in stradella Santa Corona

Tipicamente tardo quattrocentesco, in parte distrutto dai bombardamenti del 1944.

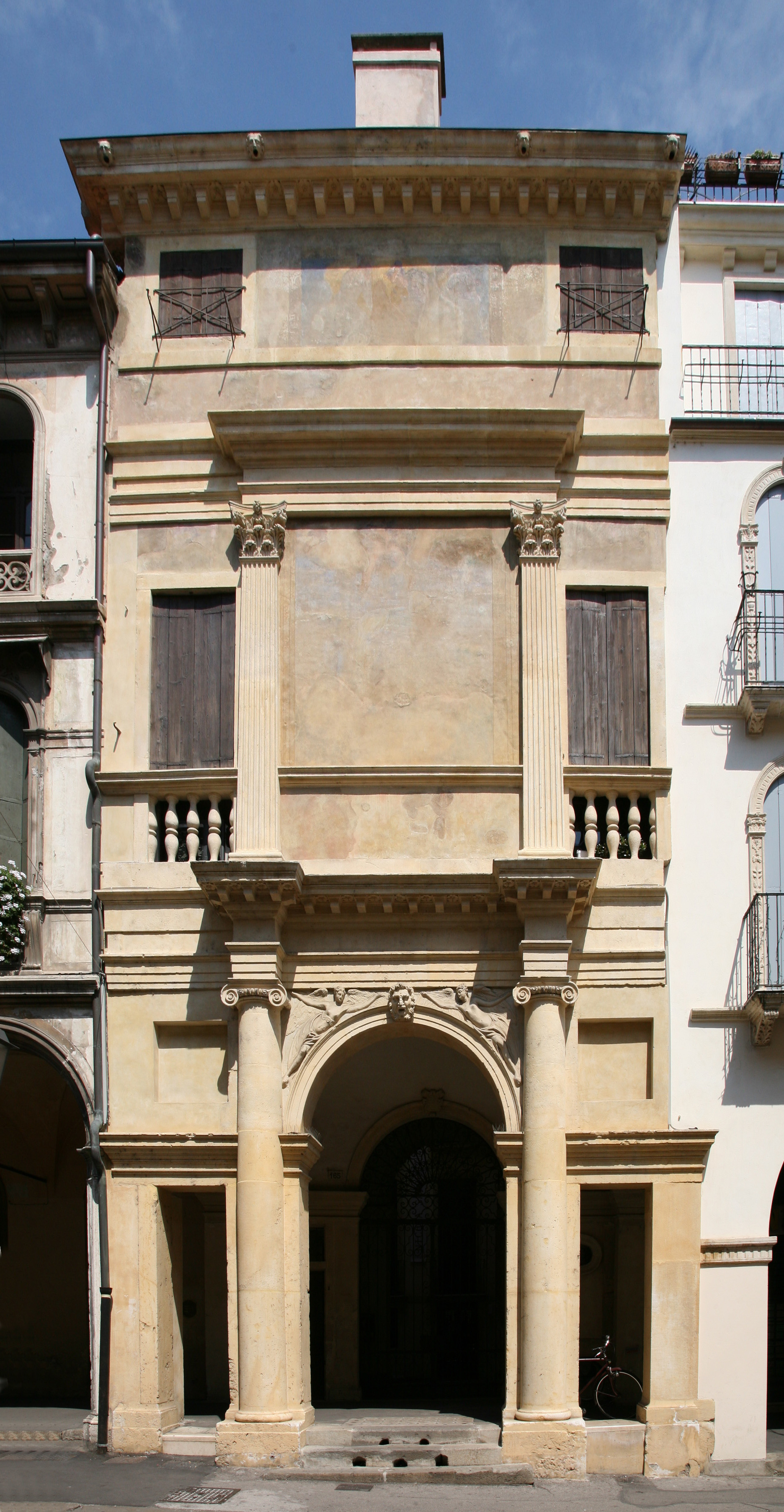
Casa Cogollo, detta "del Palladio".

- Palazzo Cordellina, in contrà Riale. 45.54841°N 11.544077°E

Fu costruito in stile palladiano da Ottone Calderari, su commissione del giureconsulto Carlo Cordellina.
- Palazzetto Cordellina, in stradella Piancoli

Eretto nel 1738-40 da Carlo Cordellina, ignoto il progettista.
- Casa Cogollo detta Casa del Palladio, in corso Palladio. 45°32′57.32″N 11°32′55.61″E

Eretta nel 1559 per un notaio e attribuita ad Andrea Palladio, è inserito dal 1994 nell'elenco dei 23 monumenti palladiani della città facenti parte dei Patrimoni dell'umanità dell'UNESCO.
- Palazzo Costantini, in contrà Riale 13. 45.548257°N 11.543831°E

Eretto nel 1840 su disegno di Giovanni Maria Negrin Quartesan, è una delle sedi della Biblioteca civica Bertoliana.
- Palazzetto Crico, in piazza delle Erbe

Garbata architettura neoclassica.

## D
- Palazzo Da Monte, in contrà Santa Corona 9. 45.54952°N 11.54909°E

Pur essendo inserito nella lista dei palazzi palladiani tutelati dall'UNESCO, è considerato da alcuni studiosi un apocrifo di Palladio. Costruito di fronte al convento domenicano di Santa Corona tra il 1550 e il 1554, venne concluso solo nel 1581, un anno dopo la morte di Palladio.
- Casa Dal Corso, in corso Fogazzaro, angolo contrà Riale

L'edificio conserva una trifora tardogotica.
- Casa Dal Giglio

Su disegno di Ottavio Bertotti Scamozzi.
- Palazzo Dalesmani, in contrà Mure San Michele, edificio non più esistente
- Casa de Ferrari, in contrà Ponte Furo

Su disegno di Ottavio Bertotti Scamozzi.
- Casa Dolfi, in corso Fogazzaro

Rinnovamento a fine Cinquecento, di un preesistente edificio quattrocentesco.
- Casa Donà, in contrà Mure San Rocco

Su progetto di Bartolomeo Malacarne.
- Palazzetto Doni Lioy, in contrà Lioy

Edificio con elementi gotici e rinascimentali. Fu abitazione dello statista Paolo Lioy.
- Istituto delle Dorotee, in contrà San Domenico

Edificio progettato da Antonio Piovene e costruito nel 1844-45.

## E
- Palazzetto Emiliano, in contrà San Marco 4

Edificio dell'acerbo Cinquecento, attribuibile a Tommaso da Lugano.

## F

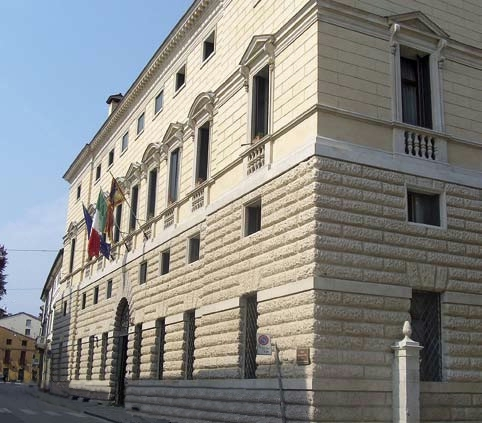
Palazzo Franceschini Folco

- Palazzo Fadinelli, in contrà Zanella:

Garbata opera del pieno Settecento, di Giovanni Miazzi.
- Palazzetto Ferramosca Dal Toso, in contrà Piancoli

Edificio rinnovato a metà Cinquecento.
- Palazzo Ferrari, in corso Fogazzaro

Sistemato nel 1692 e con interventi del 1877-78.
- Casa dei Filippini (dietro la chiesa)[56].
- Palazzo Fioccardo, in contrà Santi Apostoli

Costruito nel 1800 su progetto di Carlo Barrera.
- Casa Fontana, in piazza De Gasperi

Edificio di Ettore Fagiuoli fine anni trenta del Novecento. Elementi classici e barocchi creano una curiosa composizione neomanieristica.
- Casa Fontanella, in contrà Lodi (Borgo Porta Nova)

Edificio del 1799 su progetto di Ottone Calderari.
- Palazzo Franceschini Folco, in contrà San Marco 30. 45.55181°N 11.54383°E

Settecentesco edificio di proporzioni importanti con il piano terra e il mezzanino in mattoni bugnati e il piano nobile con strette finestre neoclassiche architravate, di Ottavio Bertotti Scamozzi. Ora sede dell'Amministrazione provinciale.
- Palazzetto Franceschini Piovene, in contrà Porti 24

Facciata, probabile opera di Carlo Greco del 1820, tardo neoclassicismo vicentino.
- Palazzo Franco, in contrà Porta Padova (Borgo di San Pietro)

Edificio ottocentesco, progettato da Antonio Piovene.
- Palazzo Franco, in contrà Santa Lucia, angolo piazza XX Settembre

Edificio della prima metà del Settecento.
- Casa Fusinieri, in contrà Santi Apostoli

## G
- Casa Gallo → Palazzo Brusarosco Gallo

| |                   |
| Icona | Palazzi Garzadori |
| - Palazzo Garzadori al Brotton, costruito per Giambattista Garzadori, edificio non più esistente - Palazzo Garzadori Fattore, in contrà Lioy. Costruito nel sesto decennio del Quattrocento In stile gotico fiorito; conserva il portone e una trifora del tempo. - Palazzo Graziani Garzadori, in contrà Piancoli, 10/12. 45.5467°N 11.5484°E Costruito a metà del Cinquecento, su richiesta di Girolamo Garzadori che intendeva ristrutturare le case ereditate dalla zio Battista Graziani. Forse al Palladio viene richiesto uno studio in merito, ma la morte del committente, avvenuta nel 1567, annullò il rapporto anche se, come ricordano alcune testimonianze documentarie, era già stata costruita almeno una prima parte entro il 1564. Fu il figlio Girolamo che completò la fabbrica, sicuramente prima della morte di Palladio; lo schema compositivo è legato a strutture palladiane consimili. È comunque inserito tra i palazzi palladiani patrimonio UNESCO. - Palazzo Garzadori, in contrà Piancoli 2-4, angolo contrà Ponte San Michele. 45.54657°N 11.54828°E Edificio gotico tra i più importanti e meglio conservati della città, costruito intorno al 1460 inglobando strutture romaniche. |                   |

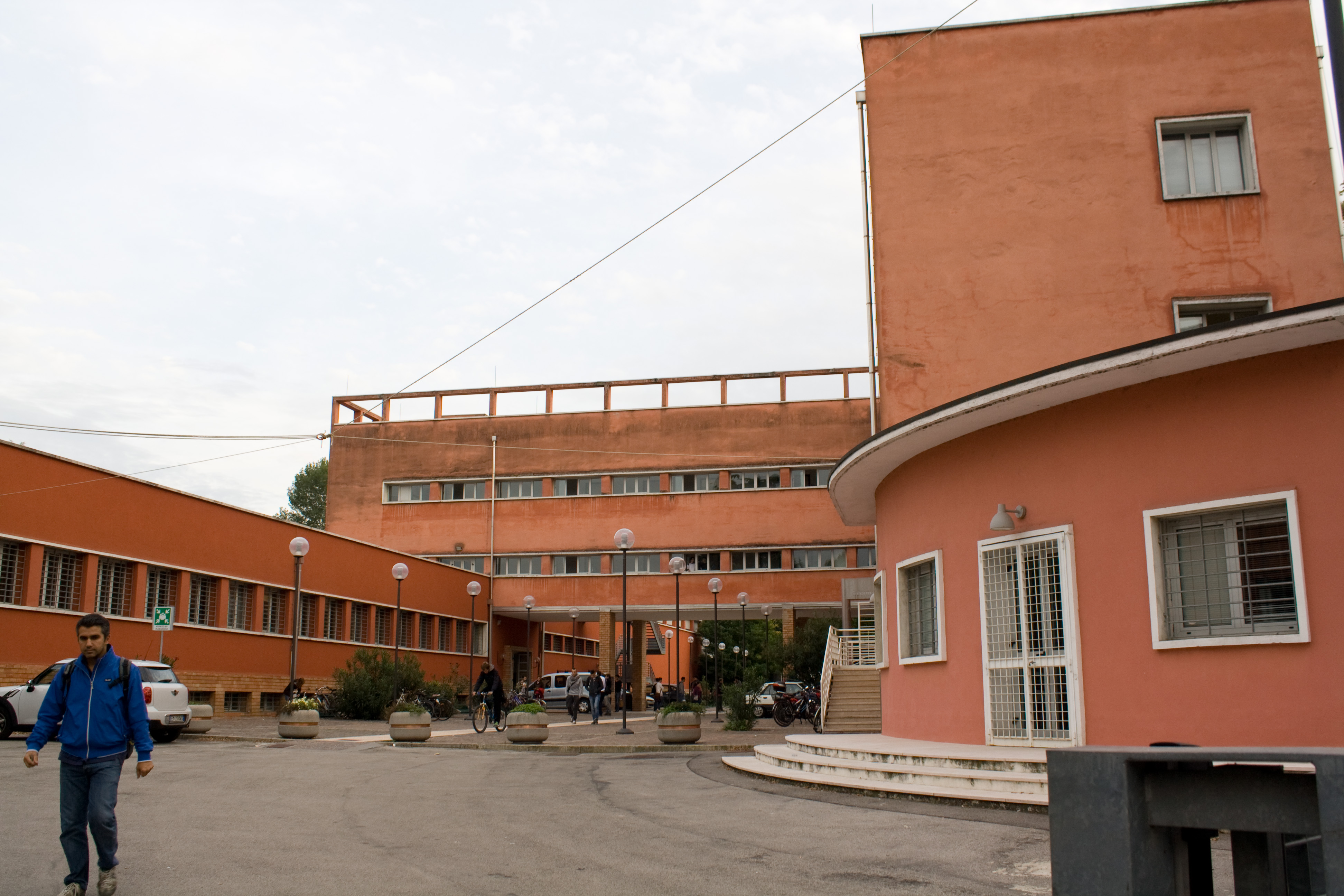
Ingresso ex GIL Vicenza (ora Università di Vicenza)

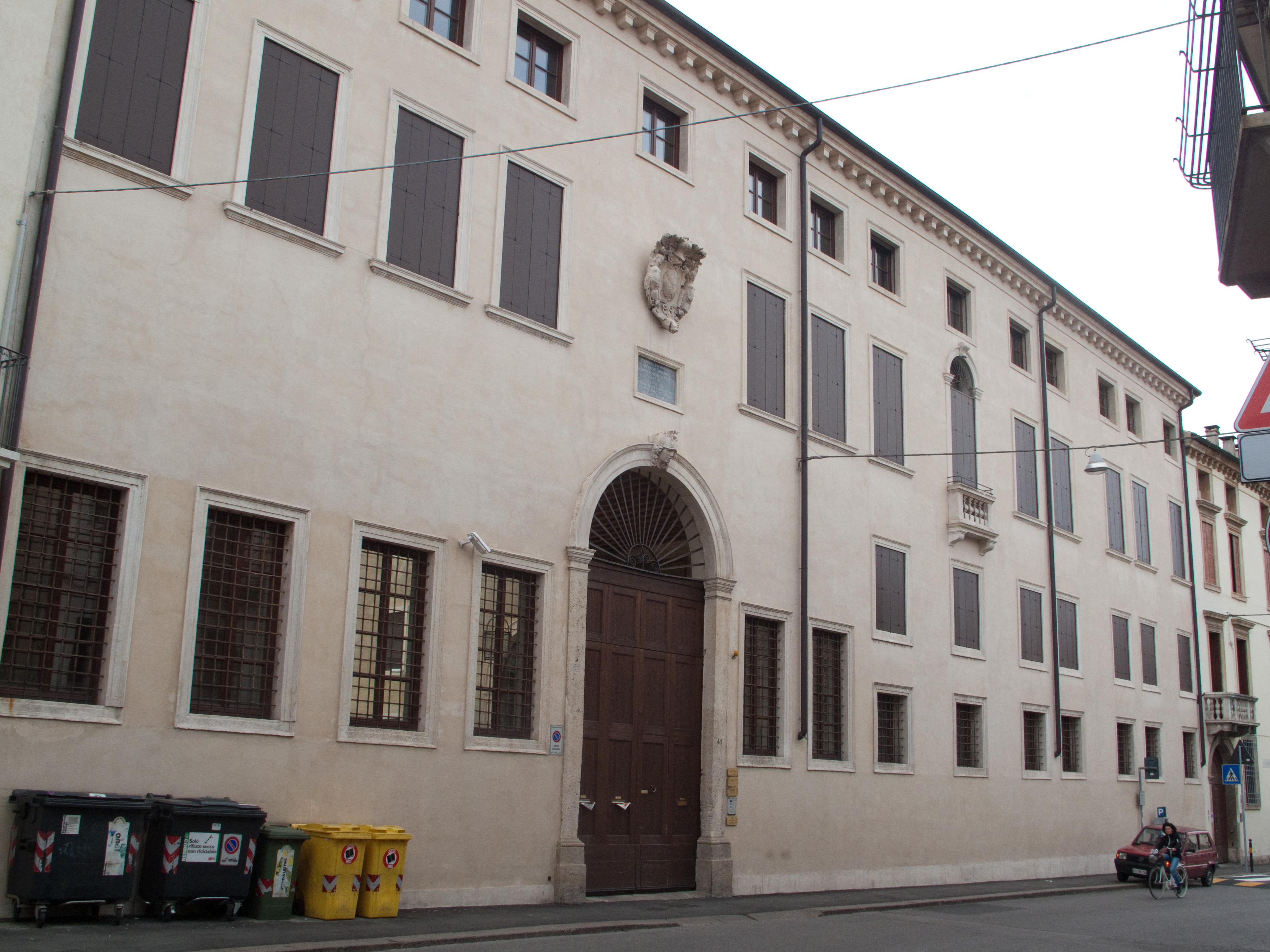
Palazzo Giustiniani Baggio

- Casa Gastaldi, in contrà Santa Lucia, angolo stradella dei Orbi.

Ristrutturata nel 1773 da Ottavio Bertotti Scamozzi.
- Palazzo Ghellini, in contrà Oratorio dei Proti, angolo contrà Sant'Antonio.

Progettato probabilmente da Antonio Pizzocaro, fu gravemente danneggiato dai bombardamenti dell'ultima guerra e ricostruito negli anni cinquanta del Novecento.
- Palazzo Ghellini, in contrà Pasini 10.

Commissionato da Ghellino Ghellini nel 1570
- Palazzo Ghislanzoni, in corso Palladio, angolo corso Fogazzaro.

Della prima metà del XIX secolo, unica opera vicentina dell'architetto Antonio Diedo
- Palazzetto Giacomazzi, in piazza Matteotti.

Raro esempio di architettura rococò nel Veneto, di inizio Settecento.
- Palazzo San Giacomo, in contra' Riale 5. 45.54837°N 11.54454°E

In passato parte di un convento, è dal 1910 la sede centrale della Biblioteca civica Bertoliana.
- Complesso ex GIL, in contrà Barche. 45.546°N 11.5505°E

Costruito negli anni trenta del XIX secolo per la Gioventù Italiana del Littorio, ora è sede universitaria; uno degli edifici ospita il Teatro Astra.
- Palazzo Giustiniani Baggio, in contrà San Francesco 41. 45.55368°N 11.54237°E

Abitato dai Giustiniani fino al 1812, passato ai discendenti Zorzi Giustiniani, che lo vendettero ai primi del Novecento a Marco Baggio. Passato ancora all'Ospedale Civile di Vicenza e infine acquistato dalla Fondazione Cariverona, che ne ha terminato il restauro nel 2011
- Palazzo Godi Arnaldi Segala ora Bertevello, in contrà Pasini 14. 45.545218°N 11.54494°E

In stile tardogotico.
- Palazzo Godi Nievo, in contrà Gazzolle.

Costruito nel primo decennio del Seicento su progetto di Vincenzo Scamozzi e appiatto a fine Settecento con intervento di Ottone Calderari, ora è sede della Prefettura.
- Palazzetto Gonzati, in contrà Apolloni, 7.

Probabilmente progettato nel secondo decennio dell'Ottocento da Ottone Calderari.
| |                |
| Icona | Palazzi Gualdi |
| - Palazzi Gualdi, in piazzetta Gualdi. Due distinti edifici del primo Cinquecento, unificati nel basamento. - Palazzo Gualdo Cevese, in contrà Lioy. In origine gotico e rinnovato a metà Seicento. - Palazzo Gualdo in Pusterla. Sontuosa residenza ristrutturata nel 1537. - Palazzo Gualdo Dalle Ore, in piazzetta San Giuseppe. Opera di Giovanni Miglioranza della prima metà dell'Ottocento. - Palazzetto Gualdo Priorato, in contrà Pasini. Eretto nel 1523. |                |

## L

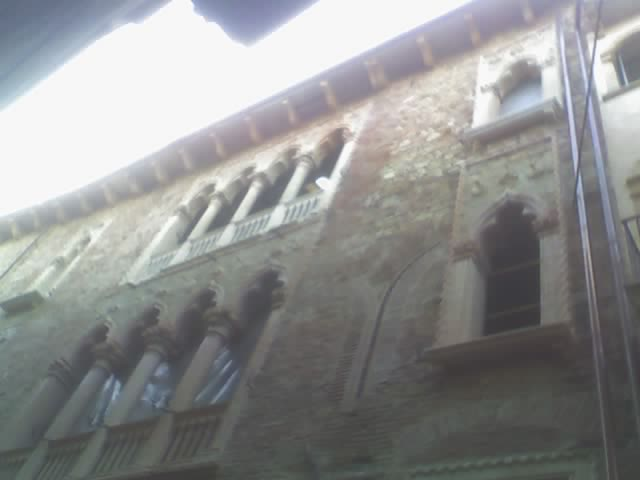
Palazzo Lanzè Sesso

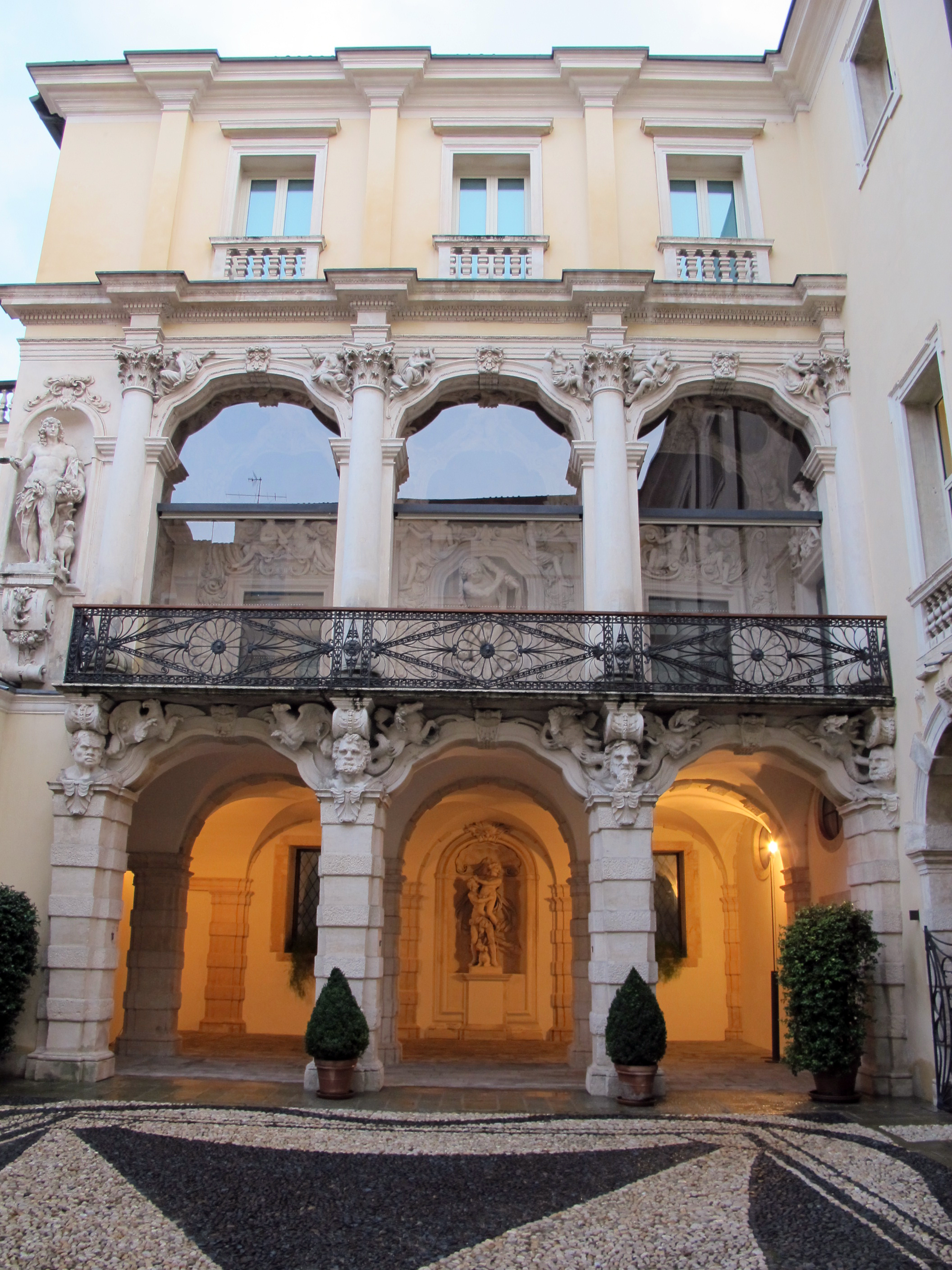
Corte interna di Palazzo Leoni Montanari

- Palazzo Lampertico, in corso Palladio

Casa natale dello statista, progettato in stile neoclassico vicentino da Giacomo Fontana nel 1804 e completato verso la metà del secolo da Giovanni Maria Negrin Quartesan (figlio di Antonio Caregaro Negrin).
- Vedi anche l'adiacente Palazzetto Capra Lampertico
- Palazzo Lanzè Sesso (o Sesso Zen Fontana) in contrà Zanella 45.549116°N 11.546105°E

Costruito nel quinto decennio del Quattrocento in stile gotico fiorito, unificando precedenti edifici, case torri dei Lanzè.
- Palazzo Lanzi Bonaguro, in piazza XX Settembre, angolo contrà Santa Lucia (Borgo di San Pietro):

Progettato da Francesco Antonio Ziggiotti nel 1769, monumentale residenza in stile scamozziano.
- Palazzo Lanzi Vecchia, tra Motton San Lorenzo e contrà Cantarane → Palazzo Vecchia Romanelli.
- Palazzo Leoni Montanari, in contrà Santa Corona 25, angolo contrà Apolloni 45.550147°N 11.546952°E

Grandioso edificio, unico palazzo vicentino in stile barocco, fatto costruire nel corso del Seicento da Bernardino Montanari e dal suo erede Giovanni Leoni, unificando diversi edifici preesistenti.
- Loggia Longhena nei Giardini Salvi 45.5467°N 11.53808°E

Voluta da Baldassare Longhena e costruita in stile palladiano, si erge sul lato occidentale del parco.
- Palazzo Lonigo, in corso Palladio, angolo contrà Manin

Rifatto dopo la seconda guerra mondiale, unificando alcuni edifici dei secoli XVI-XVII.
- Palazzo Loschi Zileri Dal Verme, in corso Palladio. 45.54657°N 11.5428°E)

Palazzo neopalladiano progettato nel 1780 da Ottone Calderari e realizzato nel decennio successivo solo il corpo di fabbrica verso corso Palladio.

## M
- Magazzini del sale, a Borgo Berga

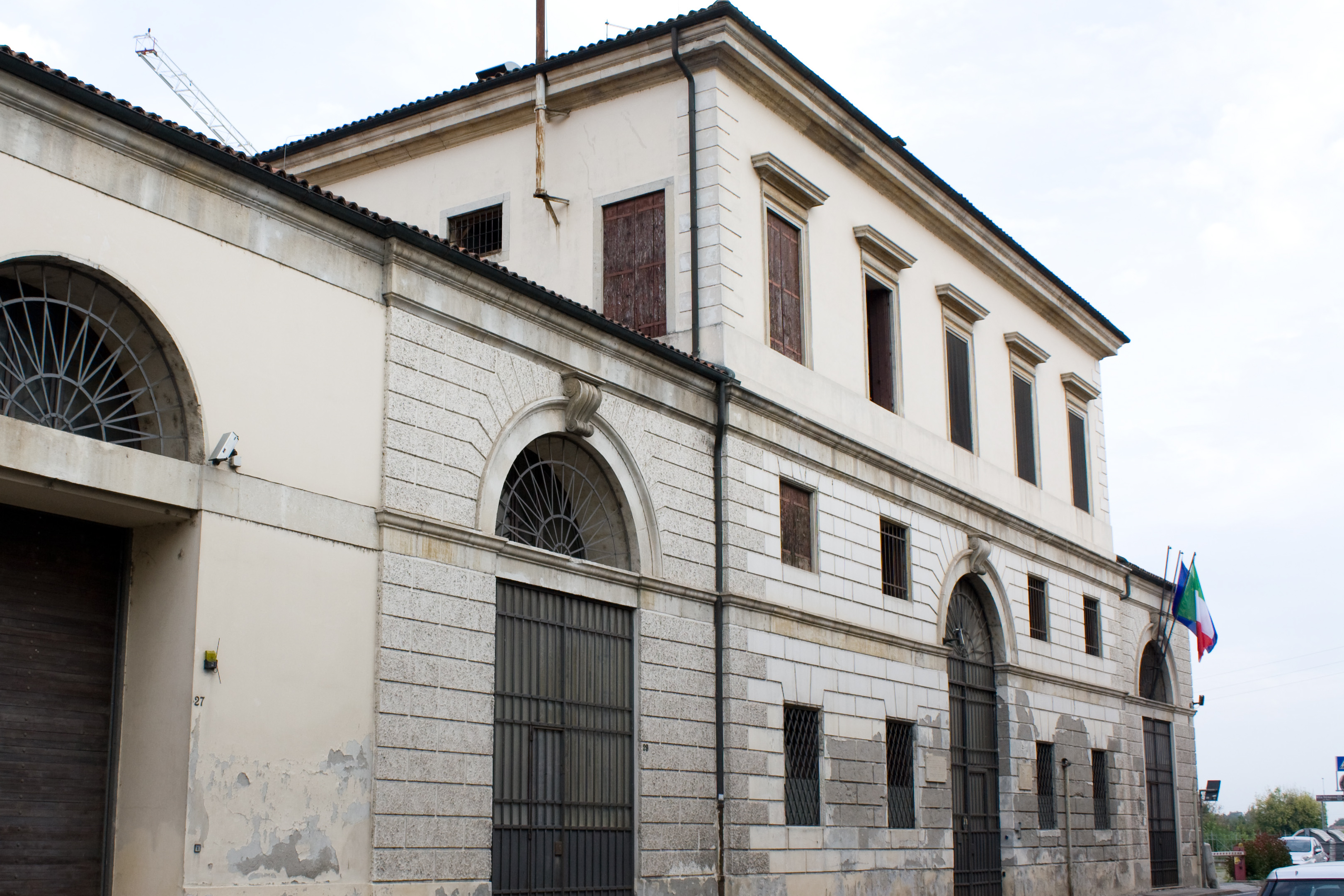
Magazzini del sale

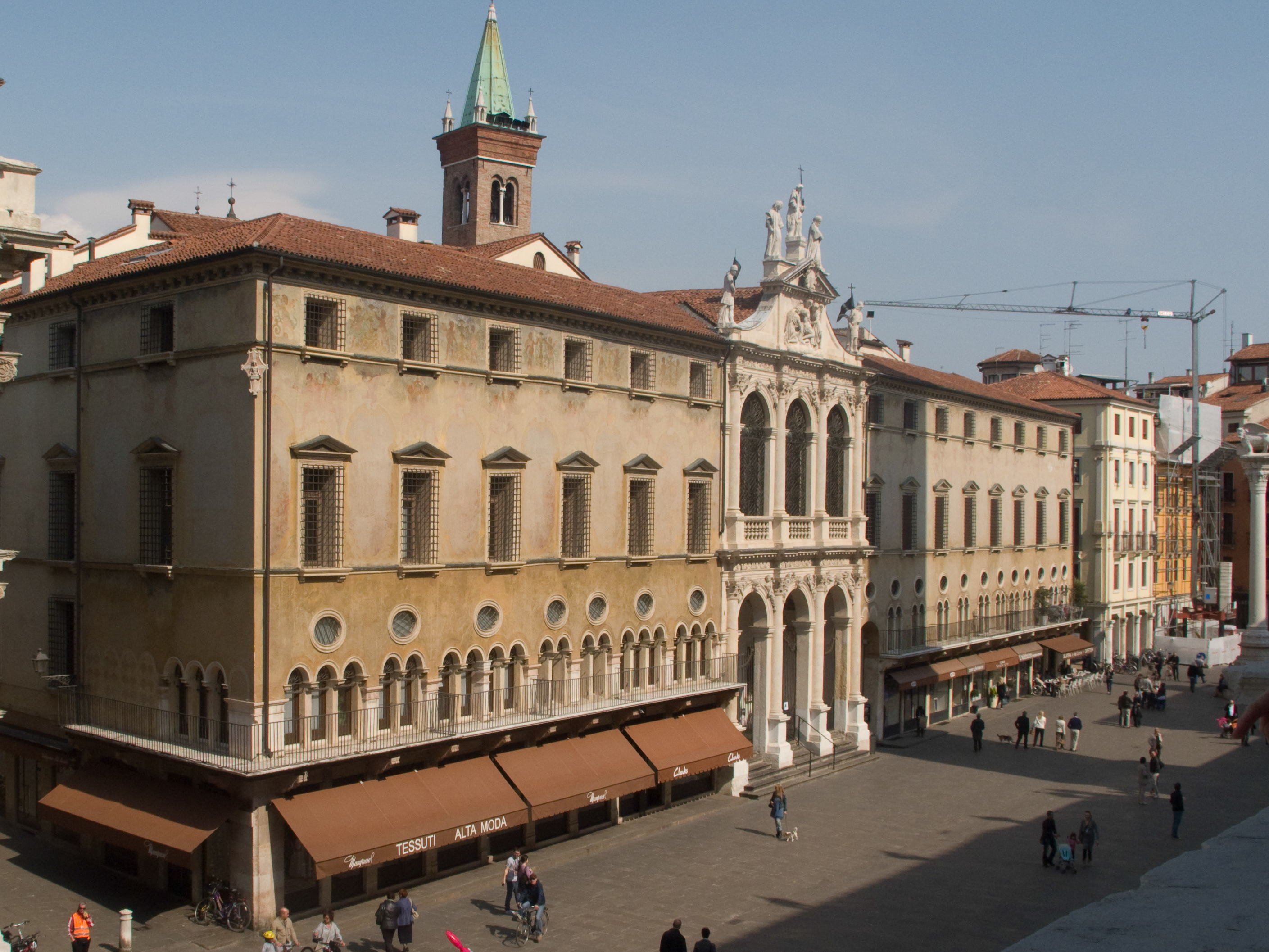
Palazzo del Monte di Pietà

- Palazzo Magrè Angaran → Palazzo Angaran
- Teatro San Marco, in contrà San Francesco 76 (continuazione di contrà San Marco). 45.55388°N 11.54381°E

Costruito negli anni venti del Novecento a ridosso del fiume Astichello, sede dell'oratorio della parrocchia di San Marco e cinema.
- Palazzetto Marzari, in contrà San Gaetano

Cinquecentesco, rimaneggiato nel Sette e Ottocento.
- Palazzo Mattarello, in contrà San Francesco Vecchio

Seicentesco, rimaneggiato nel Settecento. Ora Casa del Clero.
- Casa Milana Tacchi, in contrà Santa Lucia (Borgo San Pietro (Vicenza))

Forse di Ottavio Bertotti Scamozzi.
- Palazzo Molin Cordellina → Palazzetto Cordellina
- Palazzo del Monte di Pietà, con la facciata principale sulla centrale Piazza dei Signori e i due fianchi su contrà del Monte e contrà Manin. 45.547514°N 11.54663°E

Complesso monumentale costruito tra il XV e il XVII secolo: nella sua parte centrale incorpora la chiesa di San Vincenzo.
- Casa Morselli, in vicolo cieco Retrone, angolo contrà Piancoli[89].
- Palazzo Muttoni, in contrà Santi Apostoli, angolo contrà Lioy

Espressione della corrente architettura vicentina del secondo Cinquecento, forse di Giandomenico Scamozzi.
- Palazzo Muttoni Franco → Palazzo Franco
- Casa Muzan, in contrà Do Rode

Ricostruita da Antonio Caregaro Negrin nel 1854.
- Palazzo Muzani in contrà Garibaldi, angolo contrà Cesare Battisti

Robusta costruzione del 1580.
- Palazzetto Muzzi, in piazza Matteotti

Commissionato nel 1774 a Ottavio Bertotti Scamozzi, abitazione del poeta vicentino Adolfo Giuriato.

## N
- Palazzo Nanti, in piazzetta Santi Apostoli:

Tipico esempio del tardogotico locale di ascendenza veneziana, dell'avanzata seconda metà del Quattrocento.

## O

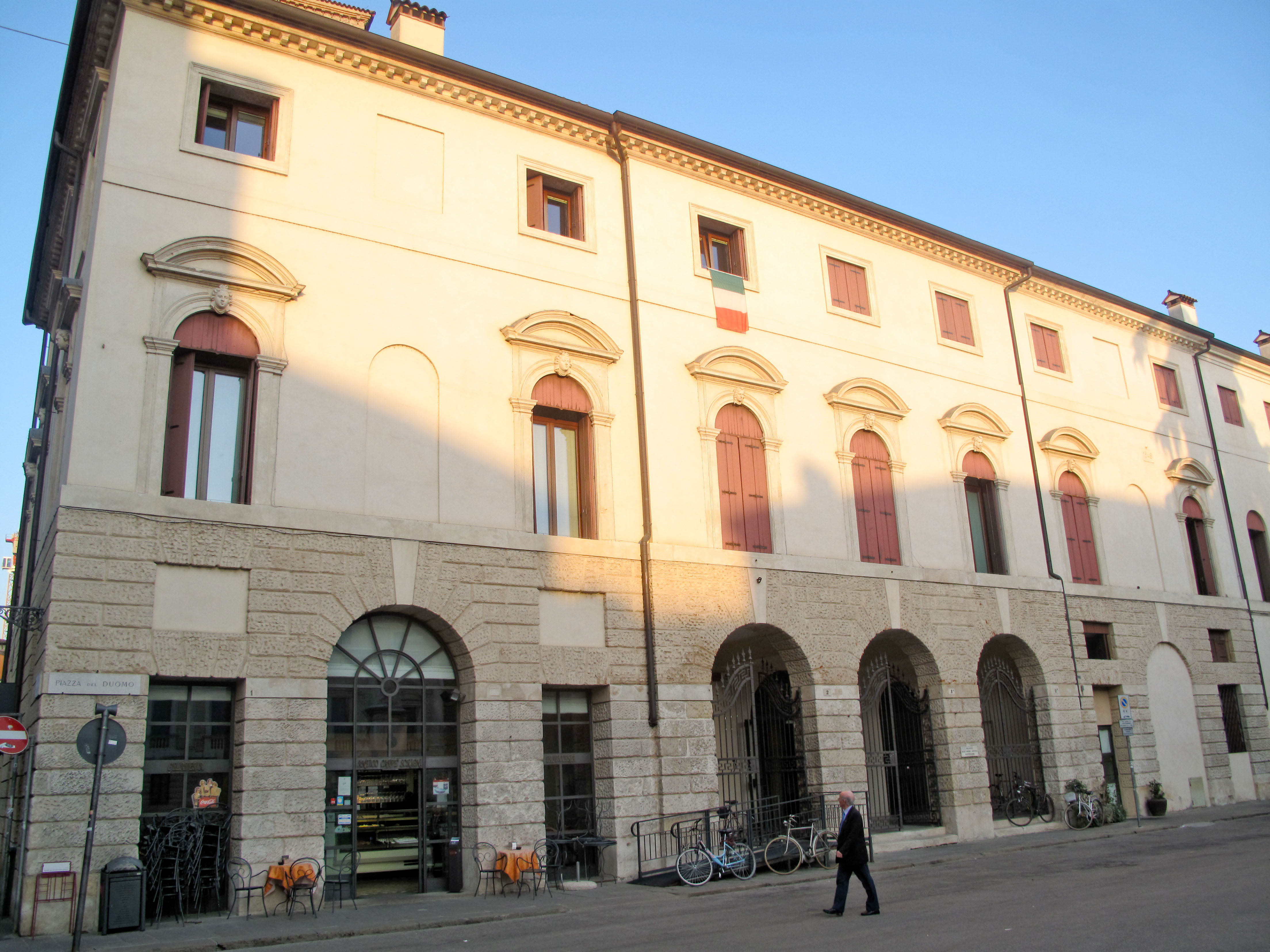
Palazzo delle Opere sociali

- Palazzo delle Opere sociali, in piazza Duomo 2. 45.545936°N 11.544313°E

Palazzo costruito all'inizio dell'Ottocento per il Casino Nuovo su fatiscenti edifici preesistenti, l'ospedale e la chiesa di Sant'Antonio Abate
- Ostello Olimpico, in viale Giuriolo 9, nei pressi di piazza Matteotti 45.54843°N 11.55011°E

Palazzetto napoleonico, sede dell'ostello cittadino

## P
| |                 |
| Icona | Palazzi Pagello |
| - Palazzo Pagello, in contrà San Francesco 78. 45.55417°N 11.54275°E L'edificio originario tardo-cinquecentesco, di tipica matrice veneta, è stato nel tempo ampliato e rimaneggiato. Dalla fine degli anni venti del Novecento è sede della casa canonica della parrocchia di San Marco. - Palazzetto Pagello, in piazza Matteotti 18-20 Eretto agli inizi del Seicento in continuità con la tradizione cinquecentesca. - Palazzo Pagello in corso Palladio → Palazzo Braghetta Pagello |                 |

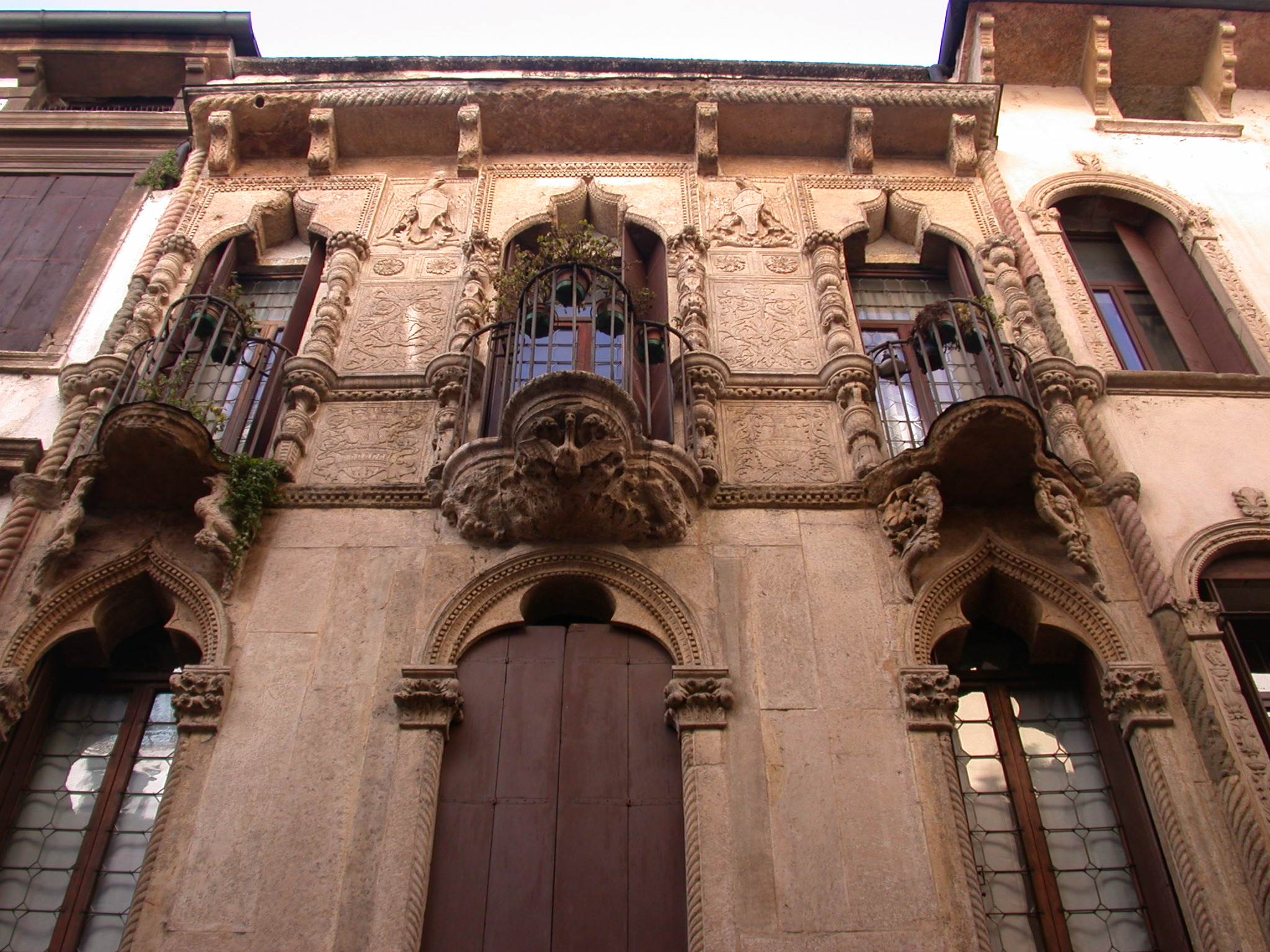
Casa Pigafetta

- Palazzo Pasini Canera di Salasco, in contrà Carpagnon, angolo contrà Oratorio dei Proti

Conserva l'impronta cinquecentesca.
- Casa Pigafetta, in contrà Pigafetta. 45.54621°N 11.54666°E

Rielaborata da Matteo Pigafetta nel 1481, è un raro esempio di gotico fiorito.
- Palazzo Pigafetta, in contrà Santi Apostoli[7].
- Palazzo Pigafetta Breganze, in contrà Porton del Luzo. 45°32′38″N 11°32′52.62″E

Di tradizione seicentesca e scamozziana, costruito sopra la cavea del Teatro Berga.
- Palazzo Pigatti, in corso Fogazzaro

Edificio del 1861, progettato da Marco Bonelli, ristrutturazione di precedenti.
- Casa Pigatti, in contrà delle Grazie

Facciata progettata da Enea Arnaldi, su precedente edificio del convento dei gerosolimitani.
| |                 |
| Icona | Palazzi Piovene |
| - Palazzo Piovene sul Corso → Palazzo da Porto Piovene - Palazzo Piovene Orgian, in contrà Riale angolo stradella San Giacomo. Architettura severa di fine Seicento e inizio Settecento, opera dell'architetto vicentino Giuseppe Marchi. - Palazzo Piovene, in contrà San Faustino 17 Realizzato su disegno di Carlo Greco nel 1823. - Palazzo Piovene in contrà San Marco 41 → Palazzo Barbieri Vajenti Piovene Cicogna - Palazzetto Piovene in contrà Porti 24 → Palazzetto Franceschini Piovene - Palazzo Piovene in contrà Zanella → Palazzo Sesso Piovene - Palazzo Piovene all'Isola, sul Retrone, costruito nel 1569 nell'ambito di una complessiva riqualificazione di tutta l'area mercantile dell'Isola, demolito nel 1818. - Palazzo Piovene, demolito, sul sito ora occupato da palazzo Repeta, in piazza San Lorenzo. |                 |

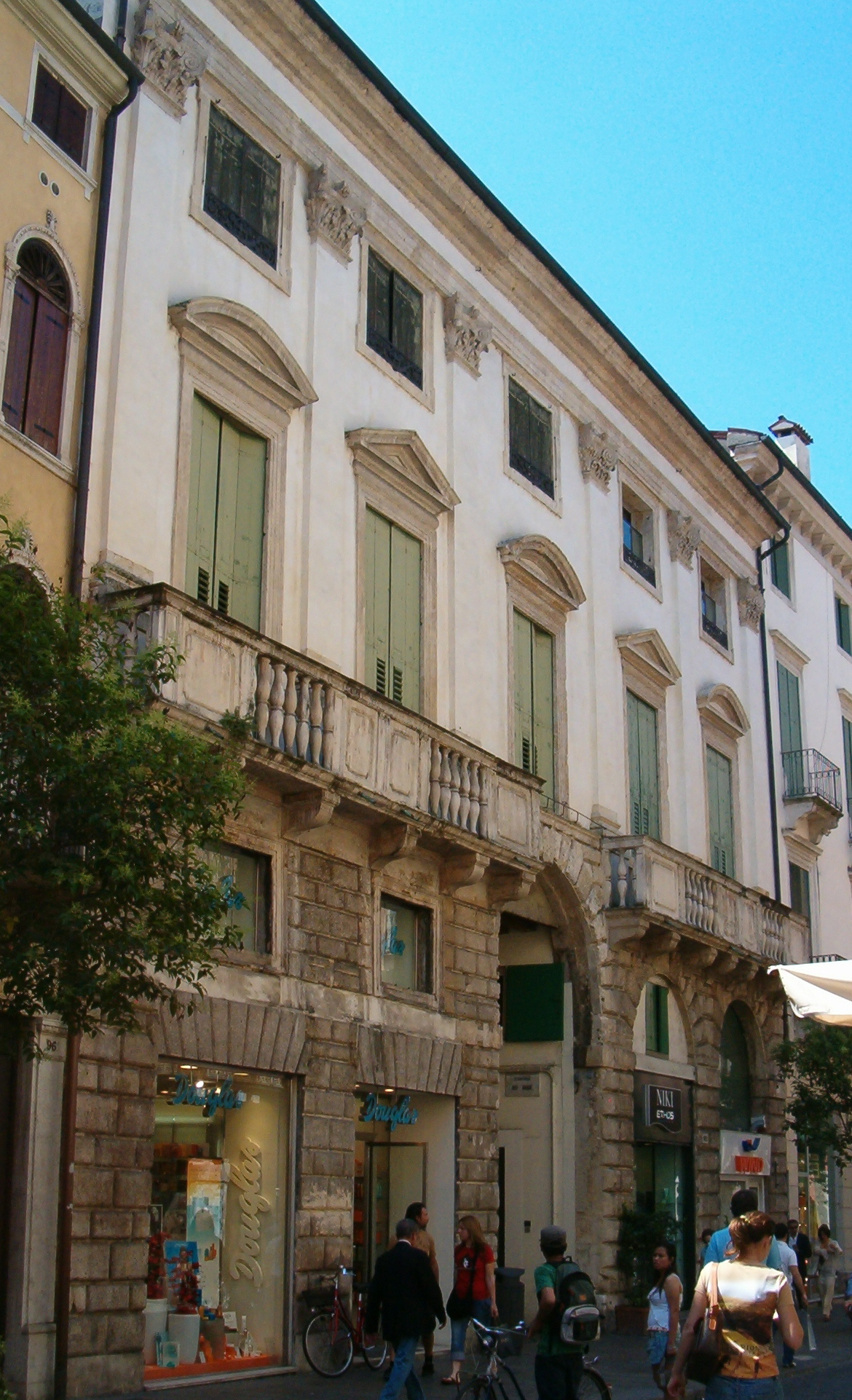
Palazzo Pojana

- Palazzo Piovini Beltrame, in piazza Castello. 45.54611°N 11.54171°E

Austero palazzo della metà del Seicento, attribuito ad Antonio Pizzocaro. Ingloba nel fianco sinistro il precedente Palazzetto Capra sul Corso.
- Case Pizzioni, in stradella delle Barche

Di Giandomenico Scamozzi.
- Palazzo del Podestà, in piazza Biade. 45.547076°N 11.546974°E

Antico palazzo della famiglia Bissari e acquistato dal Comune nel XIII secolo, più volte sistemato, distrutto dai bombardamenti durante la seconda guerra mondiale e poi ricostruito, ora è sede di uffici comunali.
- Palazzo Pojana, in contrà San Tommaso, opera cinquecentesca attribuita al Palladio, nel Settecento ristrutturato da Francesco Muttoni[107].
- Palazzo Pojana, in corso Palladio 90-94. 45.5476°N 11.54496°E

Attribuito all'architetto Andrea Palladio, che lo avrebbe progettato nel 1540 circa. È inserito nell'elenco dei 23 monumenti palladiani della città che fa parte dei Patrimoni dell'umanità dell'UNESCO. Sotto l'arco del palazzo inizia contrà Do Rode.
| |                         |
| Icona | Palazzi e case da Porto |
| Palazzo da Porto BreganzePalazzo da Porto Colleoni I Porto furono una delle principali famiglie che dominarono il Comitato vicentino sin dal principio del X secolo, in qualità di vicecomites fra i più influenti del vescovo, essendo aggregata al Consiglio nobile di Vicenza. - Palazzo Porto Festa, in contrà Porti 21. 45.549618°N 11.545313°E Opera dell'architetto Andrea Palladio, fu commissionato dal nobile Iseppo da Porto nel 1552; l'edificio vide una fase piuttosto lunga di progettazione ed ancor più lunga - e travagliata - di realizzazione, rimasta in parte incompiuta. È inserito dal 1994 nella lista dei patrimoni dell'umanità dell'UNESCO. - Palazzo Porto (XV secolo), in contrà Porti 16 Edificio di fine Quattrocento, ricostruito nel secondo dopoguerra. - Palazzetto da Porto Muzan, in contrà Porti 23 Edificio tardo gotico. - Palazzo da Porto Breganze, in contrà Porti 17 Il più sontuoso edificio cittadino in stile gotico fiorito. - Palazzo da Porto Colleoni, in contrà Porti 19 Uno dei più raffinati esempi in stile gotico fiorito a Vicenza. - Palazzo Barbaran da Porto, in contrà Porti 11 45.54861°N 11.54555°E Edificio rinascimentale opera di Andrea Palladio, ora sede del Palladio Museum. - Case da Porto, in contrà Porti ai nn. 13 e 15 Edifici di epoca seicentesca. - Palazzo da Porto Negri De Salvi, in piazzetta Santo Stefano Edificio gotico ristrutturato in stile rinascimentale. - Palazzo da Porto Piovene, in corso Palladio Costruito a fine Cinquecento; casa natale di Guido Piovene. - Palazzo Porto in piazza Castello o Palazzo da Porto Breganze, in piazza Castello. 45.54525°N 11.540925°E Palazzo nobiliare progettato nel 1571 circa per Alessandro Porto, attribuito ad Andrea Palladio e rimasto incompiuto. - Palazzetto da Porto Sesso, contiguo a Palazzo Porto in piazza Castello Opera rinascimentale del primo Cinquecento. |                         |

- Palazzo delle Poste, in contrà Garibaldi. 45.546255°N 11.544868°E

Opera di Roberto Narducci, del 1932-36.
- Palazzetto Povegliani, in contrà Zanella

Edificio tardo quattrocentesco.
- Antico Palazzo Prefettizio, in contrà Del Monte[122].
- Palazzo della Prefettura → Palazzo Volpe Maltauro
- Ospizio e oratorio dei Proti, all'angolo delle contrà Giampietro de Proti e Oratorio dei Proti

Costruito nel Quattrocento e completamente rinnovato da Antonio Pizzocaro nella seconda metà del Seicento.

## Q
- Palazzo Querini → Palazzo Capra Querini Rezzara
- Palazzo Quinto in viale Eretenio.

Progettato da Ottone Calderari, ma mai costruito, sull'area in seguito occupata dal Teatro Eretenio.

## R

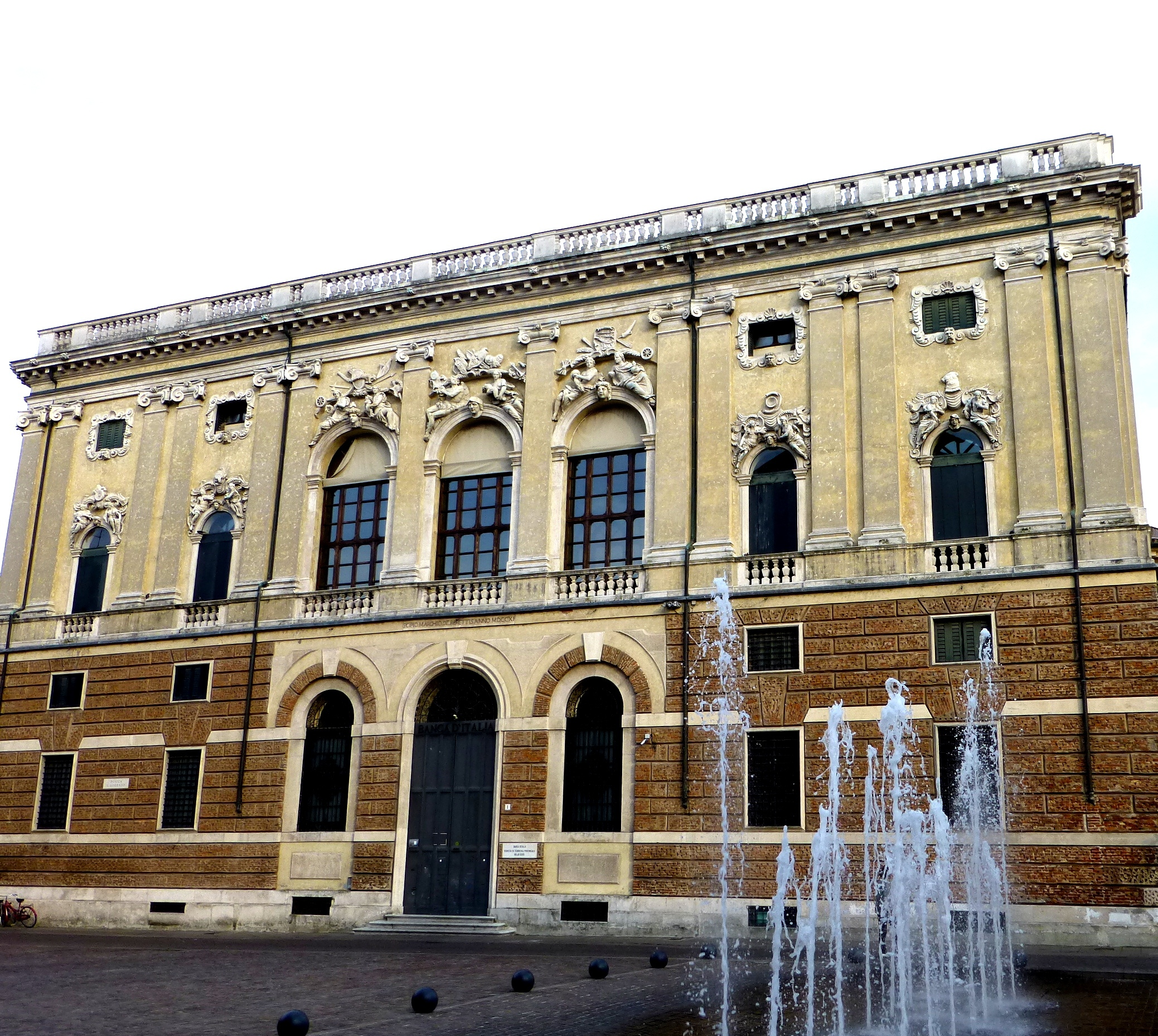
Palazzo Repeta

- Palazzo della Ragione → Basilica Palladiana
- Palazzo Regaù, in contrà XX Settembre 37-39 (Borgo San Pietro). 45.550194°N 11.552483°E

Palazzo in stile tardo gotico della seconda metà del Quattrocento.
- Palazzo Repeta, in piazza San Lorenzo. 45.548372°N 11.542336°E.

Situato al fronte opposto della chiesa di San Lorenzo, questo enorme palazzo fu costruito da Francesco Muttoni tra il 1701 e il 1711 e costituisce una delle sue prime opere. È stato la sede locale della Banca d'Italia.
- Palazzo Roi, in contrà San Marco 37 (Borgo Pusterla). 45.551609°N 11.543642°E

Edificio del 1891 in stile eclettico neogotico di gusto lombardesco.
- Palazzo Roma, in piazza Duomo 5. 45.545692°N 11.544219°E

Eretto nel 1599 e ricostruito nel secondo dopoguerra.

## S

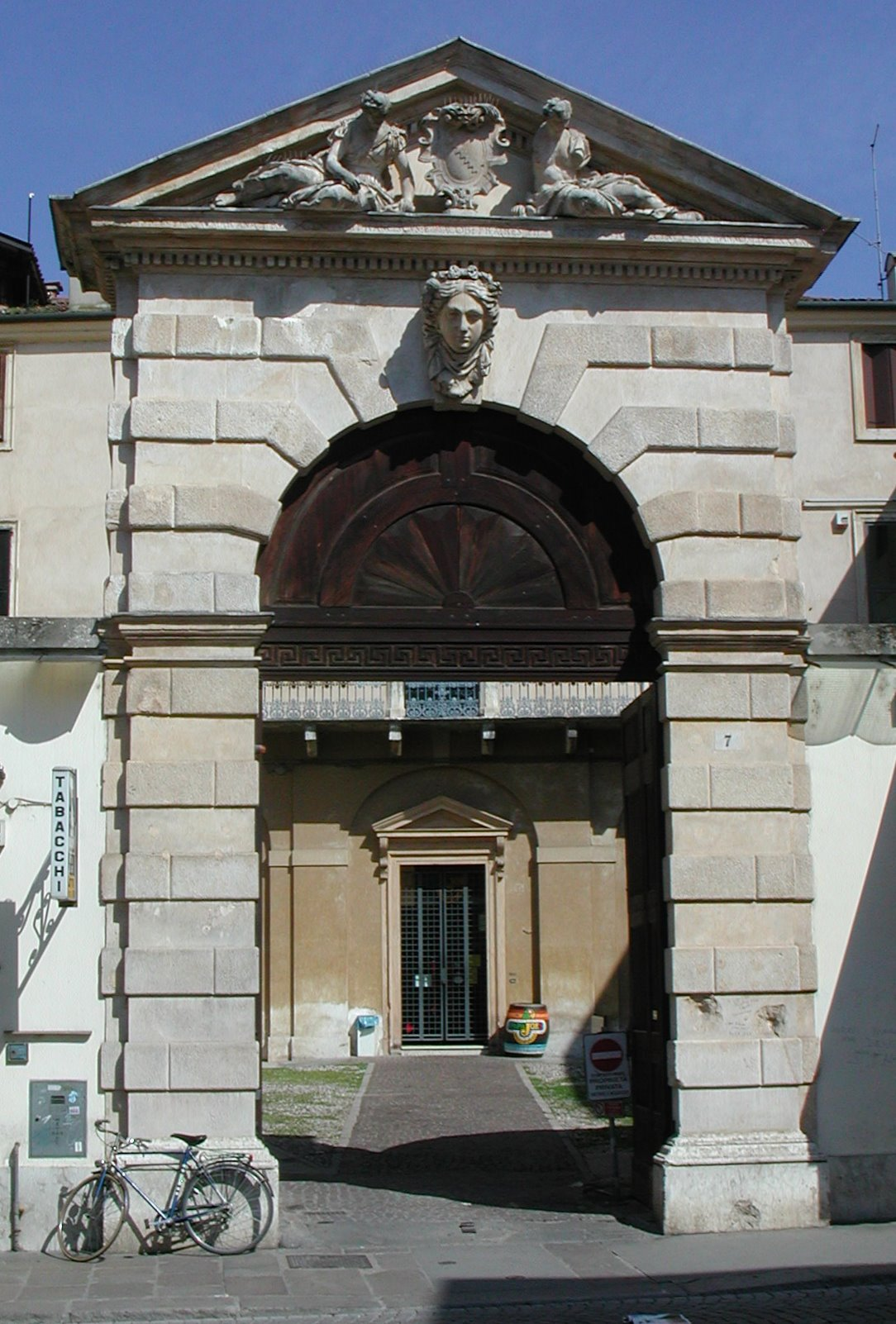
Palazzo Salvi sul Corso, ingresso

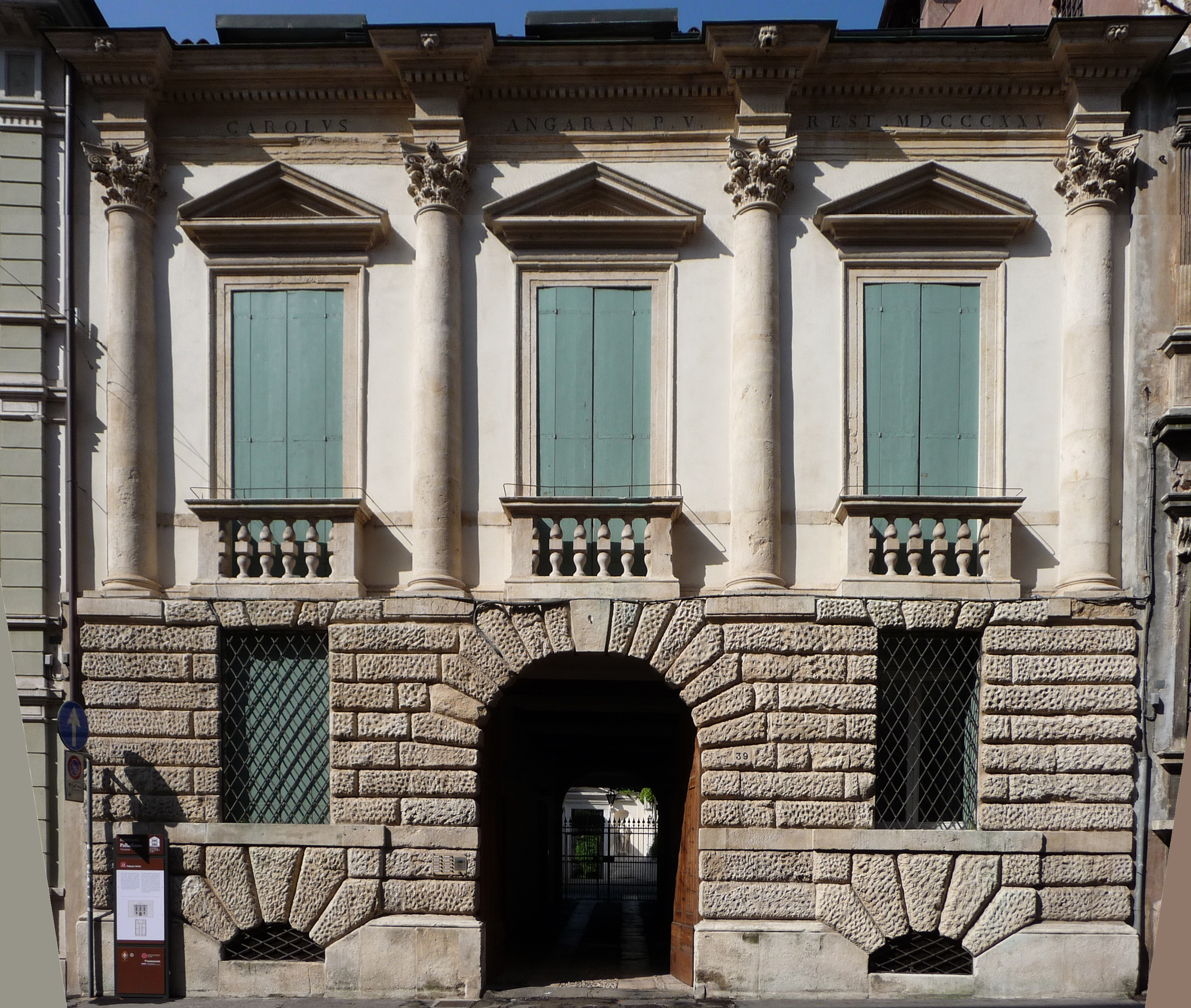
Palazzo Schio

- Palazzo Sale Capra, in piazzetta Santo Stefano

Progettato da Francesco Muttoni, ma al suo posto viene costruito nella seconda metà del Settecento un grigio e uniforme prospetto.
- Palazzo Sale di San Damiano, in contrà del Pozzetto 10

Edificio probabilmente dell'acerbo Cinquecento.
- Palazzo Sale Serbelloni, in contrà Oratorio dei Proti

Massiccio edificio rettangolare, con facciata ristrutturata nel primo Settecento, dal 1841 ceduto all'Ospedale e poi passato all'IPAB.
- Palazzo Salvi, in corso Palladio

Palazzo incompiuto, progettato nel 1784 da Ottone Calderari.
- Palazzo Salvi, in contrà Santa Corona

Costruito alla fine del Settecento e rifatto alla metà dell'Ottocento da Giovanni Maria Negrin Quartesan.
- Palazzo Sangiovanni, in contrà Santi Apostoli 21 45.544952°N 11.547058°E

Edificio tardogotico. Oggi sede di servizi dell'Ulss.
- Palazzo Schio Vaccari Lioy Angaran, in contrà San Marco 39 45.55169°N 11.54352°E

Ristrutturato per conto di Bernardo Schio da Andrea Palladio, che ne disegnò la facciata nel 1560, fu completato intorno al 1574-1575; venne fatto restaurare da Carlo Angaran nel 1825.
- Palazzo Schio in corso Palladio → Palazzo Caldogno Dal Toso Franceschini da Schio detto Ca' d'Oro
- Palazzo Scola, in piazza Castello

Interessante costruzione di fine Seicento - inizio Settecento.
- Palazzo Scroffa, in contrà Borgo Scroffa

Palazzo cinquecentesco, con annessi rustici di Bartolomeo Malacarne, demoliti negli anni sessanta del Novecento.
- Palazzetto Scroffa, in contrà Piancoli 6. 45.54657°N 11.54828°E

Bell'edificio gotico.
- Seminario vescovile, in contrà Santa Lucia 43 (Borgo Santa Lucia) 45.55463°N 11.55289°E

Costruito nel 1842 su progetto del veneziano Francesco Lazzari.
| |               |
| Icona | Palazzi Sesso |
| - Palazzetto Sesso in piazza Castello, contiguo a Palazzo Porto → Palazzetto da Porto Sesso - Palazzo Sesso in contrà Zanella → Palazzo Lanzé Sesso - Palazzo Sesso Piovene, in contrà Zanella Gli esterni attestano il momento di transizione del tardo Quattrocento. - Vedi anche la Cappella maggiore nella chiesa di Santa Corona. |               |

- Palazzo Squarzi, in contrà Santi Apostoli 45.545143°N 11.545026°E

Nella facciata sopravvive in parte la primitiva versione gotica.

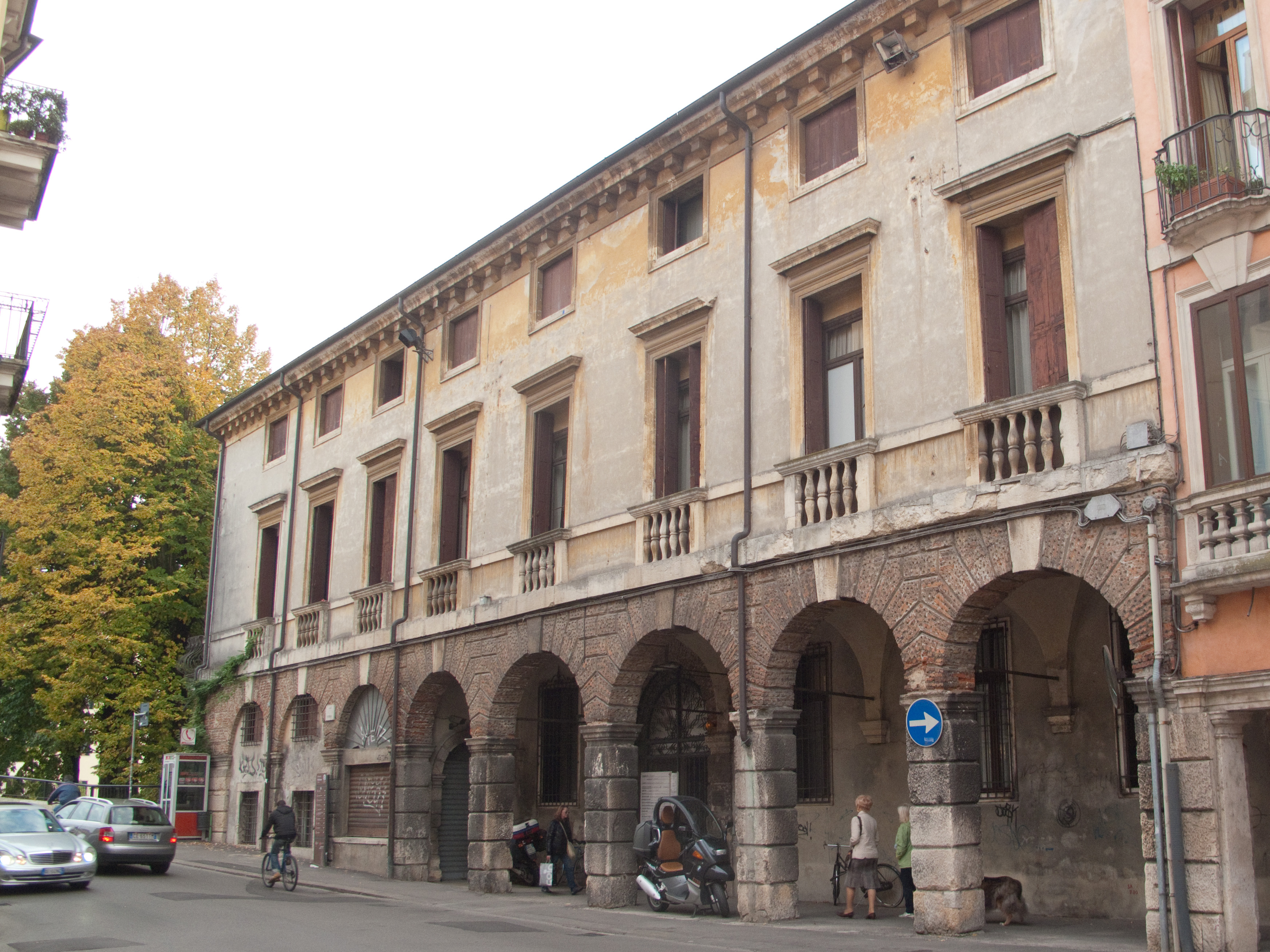
Palazzo Stecchini Nussi

- Palazzo Stecchini Nussi, in contrà San Marco 3. 45.55101°N 11.54405°E

Costruito tra il 1620 e il 1630, attribuito a Ottavio Bruto Revese, in seguito proprietà della diocesi di Vicenza, che lo ha adibito a convitto per studenti; è dotato di un peculiare giardino a forma di isola in un'ansa del fiume Bacchiglione.

## T
- Tempietto di parco Querini, nell'omonimo parco in viale Rumor. 45.55392°N 11.54808°E

Tempietto monoptero al centro di un'isola artificiale, edificato in stile classico da Antonio Piovene nel 1820, con colonne ioniche a sorreggere la cupola. Sotto di esso sorge un'antica ghiacciaia.
- Palazzo del Territorio, in piazza Matteotti 45.54996°N 11.5496°E

Complesso di edifici, rimaneggiato nel XVI e XVII secolo, che sorge sull'area occupata dal duecentesco Castello di San Pietro. Al suo interno è collocato il Teatro Olimpico.
- Palazzo Terzi, in corso Fogazzaro

Costruito nella seconda metà del Seicento su precedente edificio quattrocentesco, di cui resta il portone.
| |                |
| Icona | Palazzi Thiene |
| I Thiene sono un'antica famiglia che, pur mantenendo la città di Thiene come area d'interesse principale, nel primo decennio del Trecento si trasferì a Vicenza. Estese i suoi possedimenti in varie aree della provincia, fino a Camisano Vicentino. I Thiene ottennero il titolo di conti palatini dall'imperatore Federico III nel 1469. Andrea Palladio aveva concepito - e riportato nei Quattro libri dell'architettura - un progetto unitario per il palazzo dei Thiene, che avrebbe dovuto coprire tutta l'area compresa tra corso Palladio, contrà Porti, stradella della Banca Popolare e contrà San Gaetano Thiene. Il progetto non poté essere realizzato in pieno, per cui oggi si possono distinguere, in questo isolato, tre distinti palazzi: - Palazzo Thiene al n. 8 di contrà Porti. Tarda espressione (1450-1460) del gotico locale di ascendenza veneziana. - Palazzo Thiene (di Ludovico Thiene) al n. 12 di contrà Porti. 45.548555°N 11.546072°E Eretto a fine Quattrocento da Lorenzo da Bologna e Tommaso da Lugano che fece il bel portale in marmo rosso di Verona, subì vari interventi nel Cinquecento e fu restaurato nel 1872-73, dopo essere stato acquistato dalla Banca Popolare. - Palazzo Thiene (di Marcantonio e Adriano Thiene) in contrà San Gaetano Thiene 45.548555°N 11.546072°E Costruito a iniziare dal 1542 su progetto del Palladio, avrebbe dovuto collegarsi ai palazzi quattrocenteschi di contrà Porti, ma ne fu realizzato solo il settore orientale. Il palazzo è inserito dal 1994 nell'elenco dei patrimoni dell'umanità dell'UNESCO. Sede storica della Banca Popolare di Vicenza, è utilizzato anche per esposizioni e attività culturali. Altri palazzi della famiglia Thiene sono: - Palazzo Thiene Bonin Longare, in Corso Palladio 13, angolo piazza Castello. 45°32′47″N 11°32′29.66″E Progettato da Andrea Palladio ed edificato da Vincenzo Scamozzi dopo la morte del maestro, ora sede dell'Associazione Industriali di Vicenza. - Palazzo Thiene sul Corso, in corso Palladio. Piano terreno e primo piano sono in stile tardo gotico di metà Quattrocento, il secondo piano e il sottotetto sono un innalzamento di metà Settecento. - Case Thiene, in contrà Porta Santa Lucia (Borgo di San Pietro) Con un bel portale sul cortile dei primi anni quaranta del Quattrocento, forse opera eclettica del Palladio. - Palazzo Thiene di Ercole, in corso Palladio, demolito dopo il bombardamento del 1944. |                |

- Case Tornieri, in corso Palladio 103-109[152].
- Casa Tosin, in contrà Santa Lucia (Borgo di san Pietro)[61].
- Palazzo Traverso, in contrà Cabianca 2

Edificio rinnovato dopo la metà del Cinquecento su uno preesistente.
| |                |
| Icona | Palazzi Trento |
| - Palazzetto Trento, in contrà San Faustino 18 Buona espressione dell'architettura vicentina della seconda metà del Seicento, attribuita ad Antonio Pizzocaro. - Palazzo Trento Valmarana, in contrà Cabianca, retro su contrà San Faustino Palazzo settecentesco, su disegno di Francesco Muttoni. - Palazzo Trissino Trento, in via Cesare Battisti → Palazzo Trissino al Duomo |                |

- Palazzo Trevisan Lampertico, in contrà Riale

Attribuito a Giuseppe Marchi.
| |                         |
| Icona | Palazzi e case Trissino |
| I Trissino furono in epoca rinascimentale una delle famiglie più in vista della città. Antica famiglia nobiliare del vicentino di origine germanica, ricevettero investitura feudale da parte sia dell'Impero sia della Chiesa; i loro domini partivano dall'omonimo paese di Trissino nel vicentino, dove sorgeva un castello, includendo poi altri borghi vicini, tanto che la Valle dell'Agno fu nota per diversi secoli come la Valle di Trissino. - Palazzo Trissino Baston al Corso, in corso Palladio 98, angolo contrà Cavour. 45.547767°N 11.545394°E Progettato dall'architetto Vincenzo Scamozzi, dal 1901 è sede principale del Comune di Vicenza. La costruzione si caratterizza per la presenza di elementi classici nel prospetto sul Corso e si articola intorno al quadrato del cortile centrale.. - Palazzo Trissino al Duomo o Trissino Trento, in via Cesare Battisti 10. 45.546915°N 11.544098°E Commissionato da Pier Francesco Trissino a Vincenzo Scamozzi nel 1577 e successivamente ampliato da Giambattista Albanese nel 1621-1622 per Achille Trissino, nipote del fondatore. Il prospetto si è mantenuto un bell'esempio di architettura classica, mentre gran parte delle decorazioni interne sono andate perdute. È dal 1906 sede di una banca. - Palazzo Civena Trissino dal Vello d'Oro, in viale Eretenio 12. 45.543633°N 11.545901°E Fu costruito da Andrea Palladio nel 1540 per conto dei fratelli Giovanni Giacomo, Pier Antonio, Vincenzo e Francesco Civena, primo palazzo di città realizzato dall'architetto. In seguito divenne dimora dei conti Trissino dal Vello d'Oro, che lo ampliarono notevolmente. È inserito dal 1994 nell'elenco dei monumenti palladiani della città facenti parte dei Patrimoni dell'umanità dell'UNESCO. Attualmente è sede della casa di cura Eretenia. - Palazzo Trissino Lanza in contrà Riale, angolo stradella degli Stalli Edificio tardo gotico. - Palazzo Trissino Clementi o Trissino Sperotti, in contrà Porti 14 Edificio del Quattrocento in stile tardo gotico. - Palazzo Trissino Conti Barbaran, in contrà Santo Stefano Costruito nel Cinquecento da Girolamo Trissino. - Casa Trissino Menaldo in corso Palladio Ora sede di un asilo d'infanzia. - Casa natale di Giangiorgio Trissino, in corso Fogazzaro 15. |                         |

## V

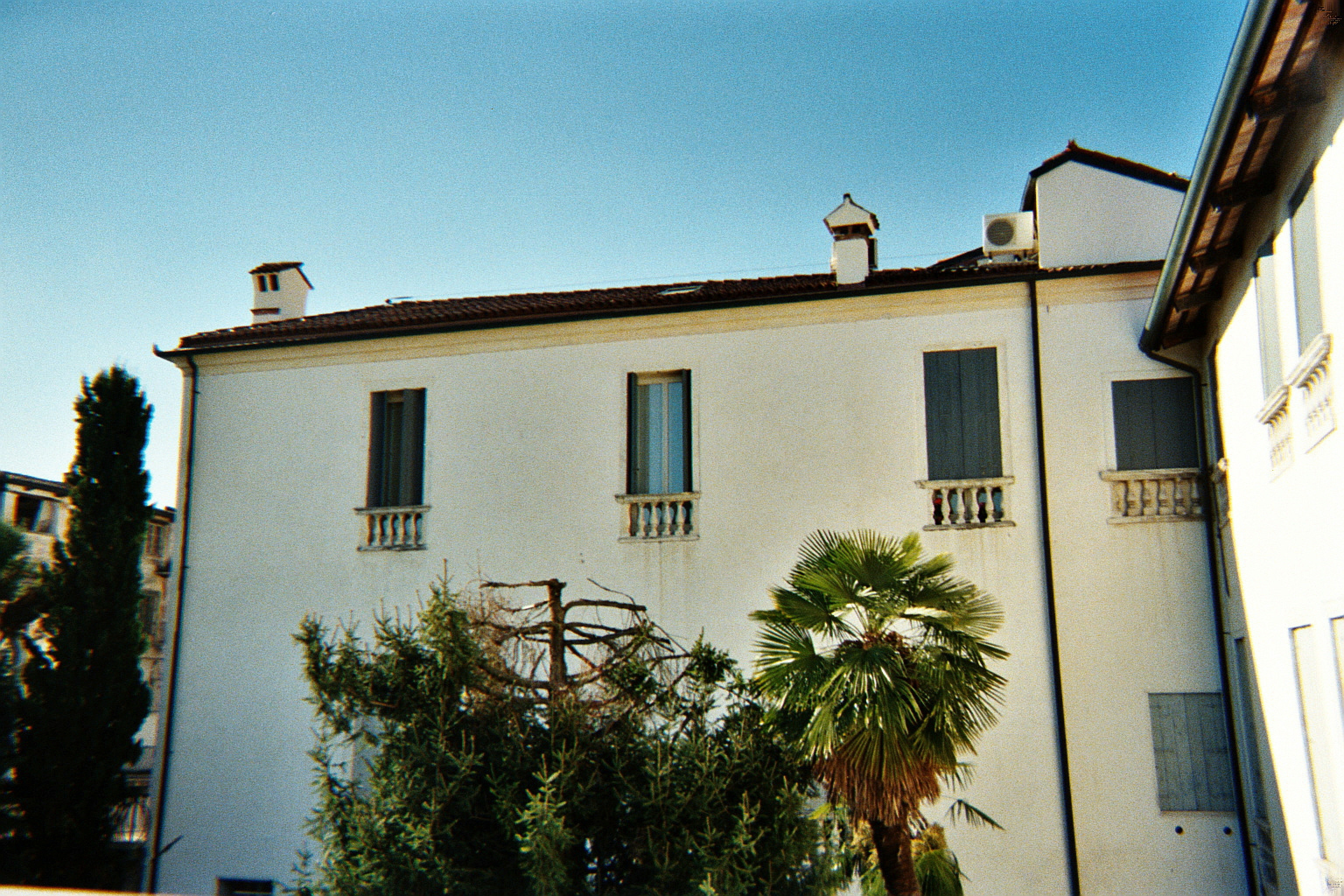
Palazzo Valle

- Palazzo Valle Marchesini Sala, in contrà Busa San Michele.

Dotato di cortile, ampio giardino interno e scuderie, fu fatto costruire nella seconda metà del XVII secolo dal Conte Ottaviano Valle, che nel dicembre 1708 ospitò il re di Danimarca Federico IV. L'architetto fu probabilmente Francesco Albanese. Nel XVIII secolo il conte Giorgio Marchesini, affiliato alla Massoneria, vi stabilì qui la loggia nel 1735 e fece affrescare il piano nobile a Giambattista Tiepolo e a suo figlio Giandomenico, che vi rappresentarono simboli massonici e varie immagini allegoriche. Alcune di queste, staccate in epoca non identificata, sono conservate al Metropolitan Museum di New York ed in altri musei o collezioni. Il Palazzo aveva una grande scuderia che poteva tenere fino a quattordici cavalli, un "Giardino botanico" e una "cedrara"..
Il quadraturista degli affreschi tiepoleschi fu Gerolamo Mengozzi-Colonna. Il palazzo fu proprietà dei conti Raselli nel XIX secolo e della famiglia Sala dal 1899 al 1980. Fu restaurato fra il 1982 e il 1986..
| |                          |
| Icona | Palazzi e case Valmarana |
| I Valmarana furono una famiglia aristocratica vicentina, ascritta al patriziato veneziano e annoverata fra le cosiddette Case fatte per soldo. - Casa Valmarana, in corso Fogazzaro 8-10 Primo piano con porte-finestre, cornici cinquecentesche con fregio baulato e cimasa. Secondo piano sopraelevato nell'Ottocento. - Loggia Valmarana, nei Giardini Salvi 45.54697°N 11.54022°E È strutturata come un tempio esastilo dorico a cinque fornici. Nei desideri del committente Gian Luigi Valmarana era destinata a essere punto d'incontro per intellettuali e accademici. Riporta la data 1592 (inaugurazione dei giardini). - Palazzo Valmarana Braga Rosa, in corso Fogazzaro 16 45.54767°N 11.54363°E Grandioso palazzo costruito nel settimo e ottavo decennio del Cinquecento su progetto di Andrea Palladio. Parzialmente ricostruito dopo la seconda guerra mondiale, rimane l'unico a conservare in facciata intonaco e marmorine originali. - Palazzo Valmarana Rossi, in corso Fogazzaro 18 Costruito nel primo rinascimento ma restaurato tra Sei e Settecento. - Palazzo Valmarana Salvi, angolo corso Palladio e contrà Santa Corona Palazzo cinquecentesco, rimaneggiato negli ultimi decenni del Novecento. - Palazzetto Valmarana, in contrà Santa Corona, contiguo a Palazzo Valmarana Salvi Edificio del primo rinascimento. - Palazzetto Valmarana in contrà Santi Apostoli Edificio tardo neoclassico del 1843 dovuto a Carlo Greco. - Case Valmarana, prospicienti ai Giardini Salvi al di là della Seriola Un primo edificio del 1847 che riprende motivi neoquattrocentesci, rimaneggiamento dovuto a Giovanni Maria Negrin Quartesan. Un secondo, costruzione seicentesca con serliana centrale dissociata. - Palazzo Valmarana Fogazzaro, in contrà Carpagnon In tardo stile neoclassico. - Palazzo Valmarana Franco, in contrà San Faustino 19 Edificio del Cinquecento. - Palazzo Trento Valmarana, in contrà Cabianca, angolo contrà San Faustino Edificio settecentesco. Vedi anche - Cappella Valmarana nella chiesa di Santa Corona. |                          |

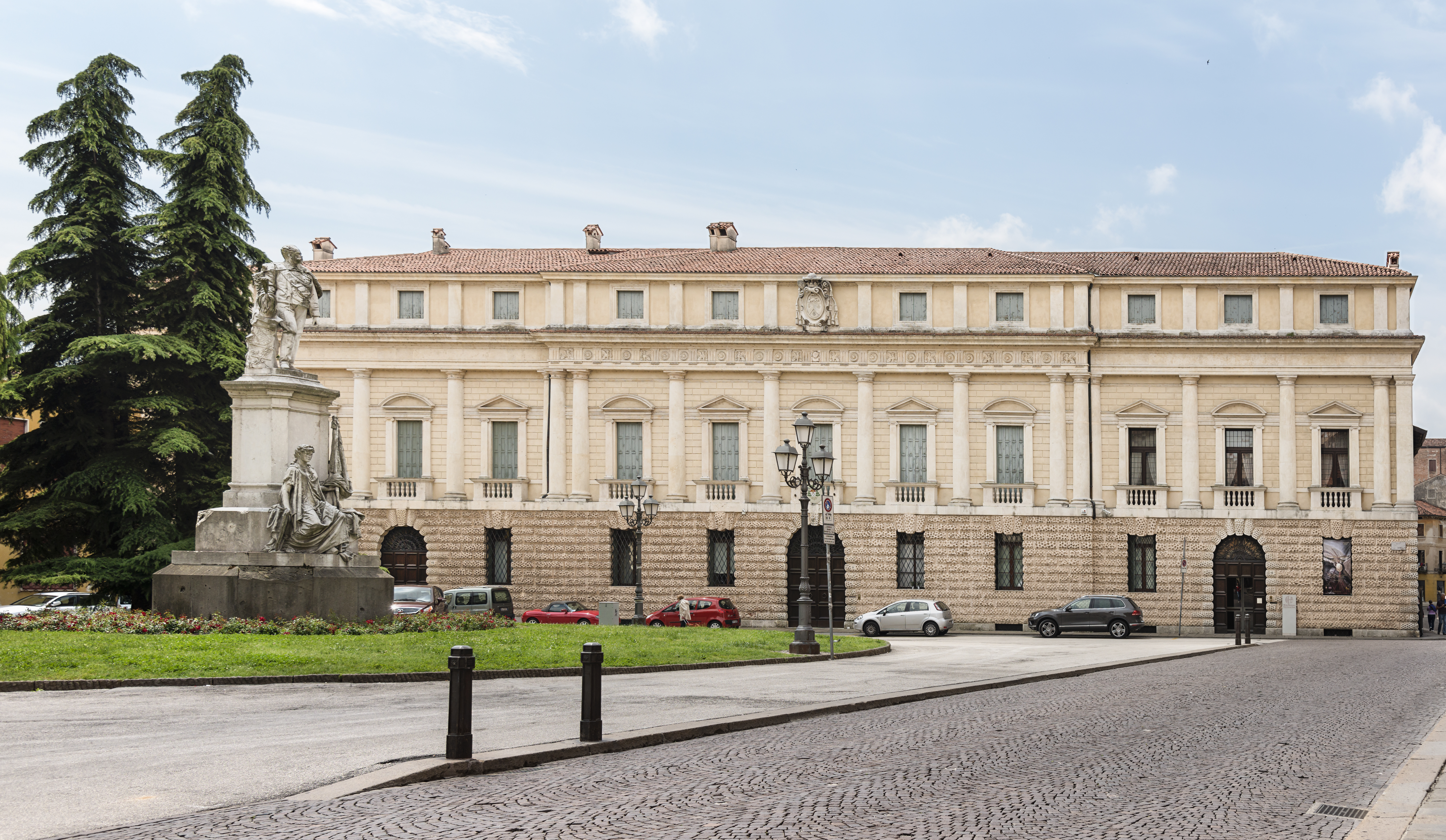
Palazzo vescovile

- Palazzo Vecchia Romanelli, tra contrà Cantarane e Motton San Lorenzo

Edificio costruito a metà del Settecento su progetto di Giorgio Massari, ha la facciata principale sul quartiere di Porta Nova, che a quel tempo si iniziava a valorizzare, e quella secondaria rivolta alla città sul tracciato delle mura altomedievali.
- Palazzo Velo, in contrà Carpagnon

Costruito a cavallo fra il Sei e il Settecento, forse da Giacomo Borella.
- Palazzo Velo, in contrà Lodi, angolo contrà Cantarane

Opera del 1706 di Francesco Muttoni.
- Palazzo vescovile o Vescovado, in piazza Duomo 10 45.5457°N 11.54361°E

Grande e storico palazzo, sede del vescovo e del Museo diocesano, più volte ricostruito.
- Palazzetto Vigna, in contrà Catena

Espressione dell'architettura vicentina del primo rinascimento.
- Palazzo Volpe Maltauro, in contrà Gazzolle

Costruito a metà del Cinquecento come rinnovamento di un edificio tardo gotico. Ora sede della Prefettura.
- Palazzo Volpe Cabianca, in contrà Cabianca 8, angolo stradella Piancoli. 45.5474°N 11.54915°E

Edificio gotico, rimaneggiato nel secondo Cinquecento e nell'Ottocento da Antonio Caregaro Negrin.

## Z

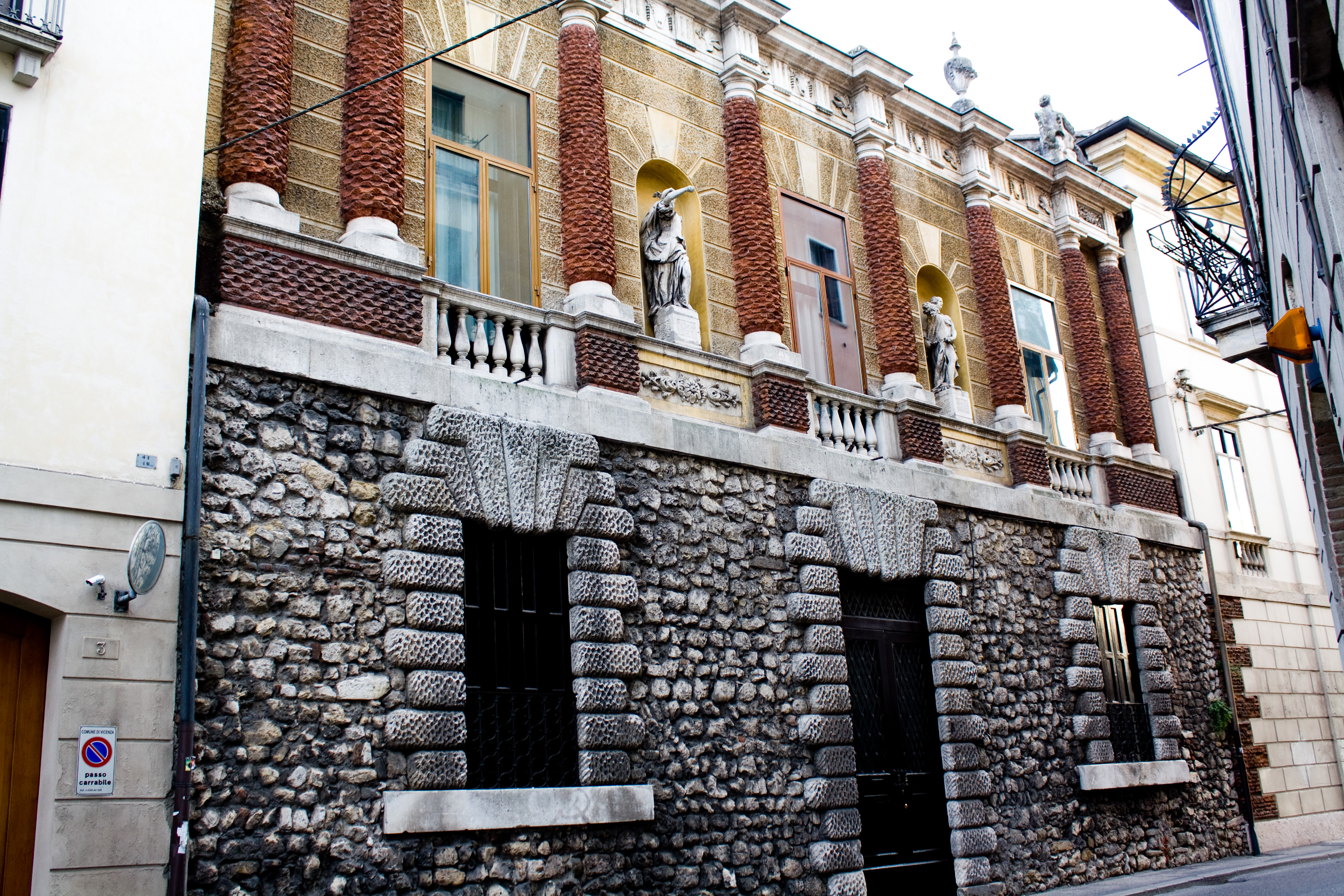
Palazzina Zamberlan

- Palazzina Zamberlan, in contrà Porton del Luzo 5

Edificio neoclassico di fine Ottocento di Carlo Morseletto, costruito su avanzi della prima cinta muraria.
- Palazzetto Zamboni, in piazza Matteotti 22-24

Interessante esempio di architettura settecentesca minore.
- Casa Zen, in corso Palladio

Edificio della seconda metà dell'Ottocento.